# Cina ai Giochi della XXXII Olimpiade
La Cina ha partecipato ai Giochi della XXXII Olimpiade, che si sono svolti a Tokyo, Giappone, dal 23 luglio all'8 agosto 2021 (inizialmente previsti dal 24 luglio al 9 agosto 2020 ma posticipati per la pandemia di COVID-19) con 406 atleti, 125 uomini e 281 donne.
Si è trattato dell'undicesima partecipazione di questo paese ai Giochi estivi.
La Cina ha preso parte a tutti gli sport tranne tre: baseball, pallamano e surf.

## Medaglie
| Riepilogo quotidiano | Riepilogo quotidiano | Riepilogo quotidiano | Riepilogo quotidiano | Riepilogo quotidiano | Riepilogo quotidiano |
| -------------------- | -------------------- | -------------------- | -------------------- | -------------------- | -------------------- |
| Giorno               | Data                 |                      |                      |                      | Totale               |
| 1º                   | 24 luglio            | 3                    | 0                    | 1                    | 4                    |
| 2º                   | 25 luglio            | 3                    | 1                    | 3                    | 7                    |
| 3º                   | 26 luglio            | 0                    | 4                    | 3                    | 7                    |
| 4º                   | 27 luglio            | 3                    | 0                    | 0                    | 3                    |
| 5º                   | 28 luglio            | 3                    | 1                    | 2                    | 6                    |
| 6º                   | 29 luglio            | 3                    | 1                    | 0                    | 4                    |
| 7º                   | 30 luglio            | 4                    | 3                    | 2                    | 9                    |
| 8º                   | 31 luglio            | 2                    | 3                    | 1                    | 6                    |
| 9º                   | 1º agosto            | 3                    | 1                    | 1                    | 5                    |
| 10º                  | 2 agosto             | 5                    | 3                    | 3                    | 11                   |
| 11º                  | 3 agosto             | 3                    | 4                    | 0                    | 7                    |
| 12º                  | 4 agosto             | 0                    | 1                    | 0                    | 1                    |
| 13º                  | 5 agosto             | 2                    | 2                    | 0                    | 4                    |
| 14º                  | 6 agosto             | 2                    | 2                    | 2                    | 6                    |
| 15°                  | 7 agosto             | 2                    | 5                    | 1                    | 8                    |
| 16°                  | 8 agosto             | 0                    | 1                    | 0                    | 1                    |
| Totale               | Totale               | 38                   | 32                   | 19                   | 89                   |

### Medagliere per disciplina
| Sport             | Oro | Argento | Bronzo | Totale |
| ----------------- | --- | ------- | ------ | ------ |
| Sollevamento pesi | 7   | 1       | 0      | 8      |
| Tuffi             | 7   | 5       | 0      | 12     |
| Ginnastica        | 4   | 5       | 2      | 11     |
| Tennistavolo      | 4   | 3       | 0      | 7      |
| Tiro              | 4   | 1       | 6      | 11     |
| Nuoto             | 3   | 2       | 1      | 6      |
| Badminton         | 2   | 4       | 0      | 6      |
| Atletica leggera  | 2   | 2       | 2      | 6      |
| Canottaggio       | 1   | 0       | 2      | 3      |
| Vela              | 1   | 0       | 1      | 2      |
| Ciclismo          | 1   | 0       | 0      | 1      |
| Scherma           | 1   | 0       | 0      | 1      |
| Lotta             | 0   | 2       | 2      | 4      |
| Canoa             | 1   | 2       | 0      | 3      |
| Karate            | 0   | 1       | 1      | 2      |
| Nuoto artistico   | 0   | 2       | 0      | 2      |
| Pugilato          | 0   | 2       | 0      | 2      |
| Pallacanestro     | 0   | 0       | 1      | 1      |
| Taekwondo         | 0   | 0       | 1      | 1      |
| Totale            | 38  | 32      | 19     | 89     |

### Medaglie d'oro
| Medaglia | Nome                                                                | Sport             | Evento                                     |
| -------- | ------------------------------------------------------------------- | ----------------- | ------------------------------------------ |
| Oro      | Sun Yiwen                                                           | Scherma           | Spada individuale femminile                |
| Oro      | Hou Zhihui                                                          | Sollevamento pesi | 49 kg femminile                            |
| Oro      | Yang Qian                                                           | Tiro              | Carabina 10 metri aria compressa femminile |
| Oro      | Shi Tingmao Wang Han                                                | Tuffi             | Trampolino 3 metri sincro femminile        |
| Oro      | Li Fabin                                                            | Sollevamento pesi | 61 kg maschile                             |
| Oro      | Chen Lijun                                                          | Sollevamento pesi | 67 kg maschile                             |
| Oro      | Jiang Ranxin Pang Wei                                               | Tiro              | Pistola 10 m aria compressa a squadre      |
| Oro      | Yang Qian Yang Haoran                                               | Tiro              | Carabina 10 m aria compressa a squadre     |
| Oro      | Chen Yuxi Zhang Jiaqi                                               | Tuffi             | Piattaforma 10 m sincro femminile          |
| Oro      | Chen Yunxia Zhang Ling Lü Yang Cui Xiaotong                         | Canottaggio       | 4 di coppia femminile                      |
| Oro      | Shi Zhiyong                                                         | Sollevamento pesi | 73 kg maschile                             |
| Oro      | Wang Zongyuan Xie Siyi                                              | Tuffi             | Trampolino 3 m sincro maschile             |
| Oro      | Zhang Yufei                                                         | Nuoto             | 200 m farfalla femminili                   |
| Oro      | Yang Junxuan Tang Muhan Zhang Yufei Li Bingjie Dong Jie Zhang Yifan | Nuoto             | Staffetta 4x200 m stile libero femminile   |
| Oro      | Chen Meng                                                           | Tennistavolo      | Singolo femminile                          |
| Oro      | Wang Yilü Huang Dongping                                            | Badminton         | Doppio misto                               |
| Oro      | Zhu Xueying                                                         | Ginnastica        | Trampolino femminile                       |
| Oro      | Wang Shun                                                           | Nuoto             | 200 m misti maschili                       |
| Oro      | Ma Long                                                             | Tennistavolo      | Singolo maschile                           |
| Oro      | Lu Xiaojun                                                          | Sollevamento pesi | 81 kg maschile                             |
| Oro      | Lu Yunxiu                                                           | Vela              | RS:X femminile                             |
| Oro      | Gong Lijiao                                                         | Atletica leggera  | Getto del peso femminile                   |
| Oro      | Chen Yufei                                                          | Badminton         | Singolo femminile                          |
| Oro      | Shi Tingmao                                                         | Tuffi             | Trampolino 3 m femminile                   |
| Oro      | Bao Shanju Zhong Tianshi                                            | Ciclismo          | Velocità a squadre femminile               |
| Oro      | Liu Yang                                                            | Ginnastica        | Anelli maschile                            |
| Oro      | Wang Zhouyu                                                         | Sollevamento pesi | 87 kg femminile                            |
| Oro      | Li Wenwen                                                           | Sollevamento pesi | +87 kg femminile                           |
| Oro      | Zhang Changhong                                                     | Tiro a segno/volo | Carabina 50 m 3 posizioni maschile         |
| Oro      | Zou Jingyuan                                                        | Ginnastica        | Parallele simmetriche maschile             |
| Oro      | Guan Chenchen                                                       | Ginnastica        | Trave femminile                            |
| Oro      | Xie Siyi                                                            | Tuffi             | Trampolino 3 m maschile                    |
| Oro      | Chen Meng Wang Manyu Sun Yingsha                                    | Tennistavolo      | Squadre femminile                          |
| Oro      | Quan Hongchan                                                       | Tuffi             | Piattaforma 10 m femminile                 |
| Oro      | Liu Shiying                                                         | Atletica leggera  | Lancio del giavellotto femminile           |
| Oro      | Xu Xin Ma Long Fan Zhendong                                         | Tennistavolo      | Squadre maschile                           |

### Medaglie d'argento
| Medaglia | Nome                                        | Sport             | Evento                                    |
| -------- | ------------------------------------------- | ----------------- | ----------------------------------------- |
| Argento  | Sheng Lihao                                 | Tiro              | Carabina 10 metri aria compressa maschile |
| Argento  | Zhang Yufei                                 | Nuoto             | 100 m farfalla femminili                  |
| Argento  | Liao Qiuyun                                 | Sollevamento pesi | 55 kg femminile                           |
| Argento  | Xu Xin Liu Shiwen                           | Tennistavolo      | Doppio misto                              |
| Argento  | Cao Yuan Chen Aisen                         | Tuffi             | Piattaforma 10 m sincro maschile          |
| Argento  | Xiao Ruoteng                                | Ginnastica        | Concorso individuale maschile             |
| Argento  | Sun Yingsha                                 | Tennistavolo      | Singolo femminile                         |
| Argento  | Zheng Siwei Huang Yaqiong                   | Badminton         | Doppio misto                              |
| Argento  | Liu Lingling                                | Ginnastica        | Trampolino femminile                      |
| Argento  | Fan Zhendong                                | Tennistavolo      | Singolo maschile                          |
| Argento  | Li Junhui Liu Yuchen                        | Badminton         | Doppio maschile                           |
| Argento  | Dong Dong                                   | Ginnastica        | Trampolino maschile                       |
| Argento  | Xu Jiayu Yan Zibei Zhang Yufei Yang Junxuan | Nuoto             | Staffetta 4x100 m misti mista             |
| Argento  | Wang Han                                    | Tuffi             | Trampolino 3 m femminile                  |
| Argento  | Chen Long                                   | Badminton         | Singolo maschile                          |
| Argento  | Chen Qingchen Jia Yifan                     | Badminton         | Doppio femminile                          |
| Argento  | You Hao                                     | Ginnastica        | Anelli maschile                           |
| Argento  | Wang Zheng                                  | Atletica leggera  | Lancio del martello femminile             |
| Argento  | Liu Hao Zheng Pengfei                       | Canoa/kayak       | C2 1000 m maschile                        |
| Argento  | Tang Xijing                                 | Ginnastica        | Trave femminile                           |
| Argento  | Wang Zongyuan                               | Tuffi             | Trampolino 3 m maschile                   |
| Argento  | Huang Xuechen Sun Wenyan                    | Nuoto artistico   | Duo femminile                             |
| Argento  | Zhu Yaming                                  | Atletica leggera  | Salto triplo maschile                     |
| Argento  | Chen Yuxi                                   | Tuffi             | Piattaforma 10 m femminile                |
| Argento  | Yin Xiaoyan                                 | Karate            | 61 kg femminile                           |
| Argento  | Pang Qianyu                                 | Lotta             | Libera 53 kg femminile                    |

### Medaglie di bronzo
| Medaglia | Nome                                                                                          | Sport            | Evento                                    |
| -------- | --------------------------------------------------------------------------------------------- | ---------------- | ----------------------------------------- |
| Bronzo   | Pang Wei                                                                                      | Tiro             | Pistola 10 metri aria compressa maschile  |
| Bronzo   | Yang Haoran                                                                                   | Tiro             | Carabina 10 metri aria compressa maschile |
| Bronzo   | Jiang Ranxin                                                                                  | Tiro             | Pistola 10 metri aria compressa femminile |
| Bronzo   | Zhao Shuai                                                                                    | Taekwondo        | 68 kg maschile                            |
| Bronzo   | Lin Chaopan Sun Wei Xiao Ruoteng Zou Jingyuan                                                 | Ginnastica       | Concorso a squadre maschile               |
| Bronzo   | Li Bingjie                                                                                    | Nuoto            | 400 m stile libero femminili              |
| Bronzo   | Wei Meng                                                                                      | Tiro             | Skeet femminile                           |
| Bronzo   | Liu Zhiyu Liang Zhang                                                                         | Canottaggio      | 2 di coppia maschile                      |
| Bronzo   |                                                                                               | Pallacanestro    | Torneo 3x3 femminile                      |
| Bronzo   | Wang Zifeng Wang Yuwei Xu Fei Miao Tian Zhang Min Ju Rui Li Jingjing Guo Linlin Zhang Dechang | Canottaggio      | Otto femminile                            |
| Bronzo   | Xiao Jiaruixuan                                                                               | Tiro             | Pistola 25 metri femminile                |
| Bronzo   | Bi Kun                                                                                        | Vela             | RS:X maschile                             |
| Bronzo   | Xiao Ruoteng                                                                                  | Ginnastica       | Corpo libero maschile                     |
| Bronzo   | Walihan Sailike                                                                               | Lotta            | Greco-romana 60 kg maschile               |
| Bronzo   | Zhou Qian                                                                                     | Lotta            | Libera 76 kg femminile                    |
| Bronzo   | Li Yuehong                                                                                    | Tiro             | Pistola 25 m automatica maschile          |
| Bronzo   | Tang Xingqiang Xie Zhenye Su Bingtian Wu Zhiqiang                                             | Atletica leggera | Staffetta 4×100m maschile                 |
| Bronzo   | Liu Hong                                                                                      | Atletica leggera | Marcia 20 km femminile                    |

## Delegazione
| Sport                | Uomini | Donne | Totale |
| -------------------- | ------ | ----- | ------ |
| Arrampicata sportiva | 1      | 1     | 2      |
| Atletica leggera     | 23     | 27    | 50     |
| Badminton            | 6      | 8     | 14     |
| Calcio               | 0      | 22    | 22     |
| Canoa                | 7      | 11    | 18     |
| Canottaggio          | 7      | 21    | 28     |
| Ciclismo             | 3      | 5     | 8      |
| Equitazione          | 6      | 0     | 6      |
| Ginnastica           | 8      | 13    | 21     |
| Golf                 | 2      | 2     | 4      |
| Hockey prato         | 0      | 16    | 16     |
| Judo                 | 0      | 6     | 6      |
| Karate               | 0      | 6     | 6      |
| Lotta                | 5      | 6     | 11     |
| Nuoto                | 11     | 19    | 30     |
| Nuoto artistico      | -      | 8     | 8      |
| Pallacanestro        | 4      | 16    | 20     |
| Pallanuoto           | 0      | 13    | 13     |
| Pallavolo            | 0      | 16    | 16     |
| Pentathlon moderno   | 2      | 2     | 4      |
| Pugilato             | 3      | 3     | 6      |
| Rugby a 7            | 0      | 13    | 13     |
| Scherma              | 5      | 7     | 12     |
| Skateboard           | 0      | 2     | 2      |
| Sollevamento pesi    | 4      | 4     | 8      |
| Taekwondo            | 2      | 4     | 6      |
| Tennis               | 0      | 5     | 6      |
| Tennis tavolo        | 3      | 3     | 6      |
| Tiro                 | 10     | 14    | 24     |
| Tiro con l'arco      | 3      | 3     | 6      |
| Triathlon            | 0      | 1     | 1      |
| Tuffi                | 5      | 5     | 10     |
| Vela                 | 5      | 7     | 12     |
| Totale               | 125    | 281   | 406    |

## Risultati

### Arrampicata sportiva
| Atleta      | Evento         | Qualificazione | Qualificazione | Qualificazione | Qualificazione | Qualificazione | Qualificazione | Qualificazione | Qualificazione | Finale          | Finale          | Finale          | Finale          | Finale          | Finale          | Finale          | Finale          |
| Atleta      | Evento         | Speed          | Speed          | Lead           | Lead           | Bouldering     | Bouldering     | Totale         | Totale         | Speed           | Speed           | Lead            | Lead            | Bouldering      | Bouldering      | Totale          | Totale          |
| Atleta      | Evento         | Tempo          | Pos.           | Punti          | Pos.           | Punti          | Pos.           | Punti          | Pos.           | Tempo           | Pos.            | Punti           | Pos.            | Punti           | Pos.            | Punti           | Pos.            |
| ----------- | -------------- | -------------- | -------------- | -------------- | -------------- | -------------- | -------------- | -------------- | -------------- | --------------- | --------------- | --------------- | --------------- | --------------- | --------------- | --------------- | --------------- |
| Pan Yufei   | Gara maschile  | 7"59           | 20º            | 36             | 7º             | 1T3z 2 15      | 8º             | 1120,00        | 14º            | Non qualificato | Non qualificato | Non qualificato | Non qualificato | Non qualificato | Non qualificato | Non qualificato | Non qualificato |
| Song Yiling | Gara femminile | 7"46           | 3ª             | 13+            | 18ª            | 0T1z 0 5       | 19ª            | 1026,00        | 12ª            | Non qualificata | Non qualificata | Non qualificata | Non qualificata | Non qualificata | Non qualificata | Non qualificata | Non qualificata |

### Atletica leggera
| Q | Qualificato al turno successivo per la posizione in qualificazione                                                           |
| q | Qualificato per il turno successivo per ripescaggio o, negli eventi su campo, conquistando la misura minima per qualificarsi |

Maschile
Eventi su pista e strada
| Atleta                                            | Evento             | Batteria  | Batteria  | Semifinale      | Semifinale      | Finale          | Finale          |
| Atleta                                            | Evento             | Risultato | Posizione | Risultato       | Posizione       | Risultato       | Posizione       |
| ------------------------------------------------- | ------------------ | --------- | --------- | --------------- | --------------- | --------------- | --------------- |
| Su Bingtian                                       | 100 m piani        | 10"05     | 2º Q      | 9"83            | 1º Q            | 9"98            | 6º              |
| Xie Zhenye                                        | 100 m piani        | 10"16     | 5º        | Non qualificato | Non qualificato | Non qualificato | Non qualificato |
| Wu Zhiqiang                                       | 100 m piani        | 10"18     | 4º        | Non qualificato | Non qualificato | Non qualificato | Non qualificato |
| Xie Zhenye                                        | 200 m piani        | 20"34     | 4º q      | 20"45           | 7º              | Non qualificato | Non qualificato |
| Xie Wenjun                                        | 110 metri ostacoli | 13"51     | 4º Q      | 13"58           | 5º              | Non qualificato | Non qualificato |
| Cai Zelin                                         | Marcia 20 km       | N.D.      | N.D.      | N.D.            | N.D.            | 1h26'39"        | 26º             |
| Wang Kaihua                                       | Marcia 20 km       | N.D.      | N.D.      | N.D.            | N.D.            | 1h22'03"        | 7º              |
| Zhang Jun                                         | Marcia 20 km       | N.D.      | N.D.      | N.D.            | N.D.            | 1h22'16"        | 8º              |
| Bian Tongda                                       | Marcia 50 km       | N.D.      | N.D.      | N.D.            | N.D.            | 3h52'01"        | 7º              |
| Luo Yadong                                        | Marcia 50 km       | N.D.      | N.D.      | N.D.            | N.D.            | 4h06'17"        | 28º             |
| Wang Qin                                          | Marcia 50 km       | N.D.      | N.D.      | N.D.            | N.D.            | 3h59'35"        | 21º             |
| Dong Guojian                                      | Maratona           | N.D.      | N.D.      | N.D.            | N.D.            | 2h21'35"        | 57º             |
| Peng Jianhua                                      | Maratona           | N.D.      | N.D.      | N.D.            | N.D.            | 2h16'39"        | 32º             |
| Yang Shaohui                                      | Maratona           | N.D.      | N.D.      | N.D.            | N.D.            | 2h14'58"        | 19º             |
| Tang Xingqiang Xie Zhenye Su Bingtian Wu Zhiqiang | Staffetta 4×100 m  | 37"92     | 1º Q      | N.D.            | N.D.            | 37"79           | [ 3 ]           |

Eventi su campo
| Atleta          | Evento           | Qualifica | Qualifica | Finale          | Finale          |
| Atleta          | Evento           | Misura    | Posizione | Misura          | Posizione       |
| --------------- | ---------------- | --------- | --------- | --------------- | --------------- |
| Fang Yaoqing    | Salto triplo     | 16,84 m   | 10º q     | 17,01 m         | 8º              |
| Wu Ruiting      | Salto triplo     | 16,73 m   | 14º       | Non qualificato | Non qualificato |
| Zhu Yaming      | Salto triplo     | 17,11 m   | 3º Q      | 17,57 m         |                 |
| Gao Xinglong    | Salto in lungo   | 7,86 m    | 17º       | Non qualificato | Non qualificato |
| Huang Changzhou | Salto in lungo   | 7,96 m    | 11º q     | 7,72 m          | 10º             |
| Wang Jianan     | Salto in lungo   | 7,81 m    | 20º       | Non qualificato | Non qualificato |
| Wang Yu         | Salto in alto    | 2,21 m    | 10º       | Non qualificato | Non qualificato |
| Huang Bokai     | Salto con l'asta | 5,50 m    | 21º       | Non qualificato | Non qualificato |

Femminile
Eventi su pista e strada
| Ge Manqi                                        | 100 metri piani    | 11"20   | 4ª q | 11"22           | 7ª              | Non qualificata | Non qualificata |                 |                 |
| Liang Xiaojing                                  | 100 metri piani    | 11"40   | 5ª   | Non qualificata | Non qualificata | Non qualificata | Non qualificata |                 |                 |
| Wei Yongli                                      | 100 metri piani    | 11"48   | 6ª   | Non qualificata | Non qualificata | Non qualificata | Non qualificata |                 |                 |
| Chen Jiamin                                     | 100 metri ostacoli | 13"09   | 5ª   | Non qualificata | Non qualificata | Non qualificata | Non qualificata |                 |                 |
| Xu Shuangshuang                                 | 3000 metri siepi   | 9'34"92 | 8ª   | N.D.            | N.D.            | Non qualificata | Non qualificata | Non qualificata | Non qualificata |
| Wang Chunyu                                     | 800 metri piani    | 2'00"05 | 3ª Q | 1'59"14         | 2ª Q            | 1'57"00         | 5ª              |                 |                 |
| Liu Hong                                        | Marcia 20 km       | N.D.    | N.D. | N.D.            | N.D.            | 1h29'47"        |                 |                 |                 |
| Qieyang Shijie                                  | Marcia 20 km       | N.D.    | N.D. | N.D.            | N.D.            | 1h31'04"        | 7ª              |                 |                 |
| Yang Jiayu                                      | Marcia 20 km       | N.D.    | N.D. | N.D.            | N.D.            | 1h31'54"        | 12ª             |                 |                 |
| Bai Li                                          | Maratona           | N.D.    | N.D. | N.D.            | N.D.            | 2h49'21"        | 67ª             |                 |                 |
| Li Zhixuan                                      | Maratona           | N.D.    | N.D. | N.D.            | N.D.            | 2h45'23"        | 62ª             |                 |                 |
| Zhang Deshun                                    | Maratona           | N.D.    | N.D. | N.D.            | N.D.            | 2h37'45"        | 47ª             |                 |                 |
| Liang Xiaojing Ge Manqi Huang Guifen Wei Yongli | Staffetta 4×100 m  | 42"82   | 3ª Q | N.D.            | N.D.            | 42"71           | 6ª              |                 |                 |

Eventi su campo
| Atleta       | Evento                 | Qualifica | Qualifica | Finale          | Finale          |
| Atleta       | Evento                 | Misura    | Posizione | Misura          | Posizione       |
| ------------ | ---------------------- | --------- | --------- | --------------- | --------------- |
| Li Ling      | Salto con l'asta       | nm        | nm        | Non qualificata | Non qualificata |
| Xu Huiqin    | Salto con l'asta       | 4,55m     | 6ª q      | 4,50m           | 8ª              |
| Gong Lijiao  | Getto del peso         | 19,46 m   | 1ª Q      | 20,58 m         |                 |
| Song Jiayuan | Getto del peso         | 19,23 m   | 2ª Q      | 19,14 m         | 5ª              |
| Gao Yang     | Getto del peso         | 18,80 m   | 7ª Q      | 18,67 m         | 10ª             |
| Luo Na       | Lancio del martello    | 69,86 m   | 15ª       | Non qualificata | Non qualificata |
| Wang Zheng   | Lancio del martello    | 74,29 m   | 2ª Q      | 77,03 m         |                 |
| Chen Yang    | Lancio del disco       | 62,72 m   | 9ª q      | 61,51 m         | 10ª             |
| Feng Bin     | Lancio del disco       | 60,45 m   | 17ª       | Non qualificata | Non qualificata |
| Su Xinyue    | Lancio del disco       | 58,90 m   | 20ª       | Non qualificata | Non qualificata |
| Liu Shiying  | Lancio del giavellotto | 61,95 m   | 9ª q      | 66,34 m         |                 |
| Lü Huihui    | Lancio del giavellotto | 61,99 m   | 7ª q      | 63,41 m         | 5ª              |

### Badminton
Maschile
| Atleta               | Evento           | Girone                          | Girone                            | Girone                           | Girone | Ottavi                        | Quarti                                     | Semifinale                  | Finale                            | Finale          |
| Atleta               | Evento           | Avversario Punteggio            | Avversario Punteggio              | Avversario Punteggio             | Pos.   | Avversario Punteggio          | Avversario Punteggio                       | Avversario Punteggio        | Avversario Punteggio              | Pos.            |
| -------------------- | ---------------- | ------------------------------- | --------------------------------- | -------------------------------- | ------ | ----------------------------- | ------------------------------------------ | --------------------------- | --------------------------------- | --------------- |
| Chen Long            | Singolo maschile | Must V (21–10, 21–9)            | Abián V (21–11, 21–10)            | N.D.                             | 1º Q   | Lee Z J V (8–21, 21–19, 21–5) | Chou T-c V (21–14, 9–21, 21–14)            | Ginting V (21–16, 21–11)    | Axelsen P (15–21, 12–21)          |                 |
| Shi Yuqi             | Singolo maschile | Abela V (21–8, 21–9)            | Opti V (W/O)                      | N.D.                             | 1º Q   | Christie V (21–11, 21–9)      | Axelsen P (13–21, 13–21)                   | Non qualificato             | Non qualificato                   | Non qualificato |
| Li Junhui Liu Yuchen | Doppio maschile  | P Chew / R Chew V (21–9, 21–17) | Lamsfuß / Seidel V (21–14, 21–13) | Kamura / Sonoda V (21–14, 21–16) | 1º Q   | N.D.                          | Astrup / Rasmussen V (12–21, 21–14, 21–19) | Chia / Soh V (24–22, 21–13) | Lee Y / Wang C-l P (18–21, 12–21) |                 |

Femminile
| Atleta                  | Evento            | Girone                                    | Girone                               | Girone                                     | Girone | Ottavi               | Quarti                                     | Semifinale                          | Finale                          | Finale          |
| Atleta                  | Evento            | Avversario Punteggio                      | Avversario Punteggio                 | Avversario Punteggio                       | Pos.   | Avversario Punteggio | Avversario Punteggio                       | Avversario Punteggio                | Avversario Punteggio            | Pos.            |
| ----------------------- | ----------------- | ----------------------------------------- | ------------------------------------ | ------------------------------------------ | ------ | -------------------- | ------------------------------------------ | ----------------------------------- | ------------------------------- | --------------- |
| Chen Yufei              | Singolo femminile | Hany V (21–5, 21–3)                       | Yiğit V (21–14, 21–9)                | N.D.                                       | 1ª Q   | Bye                  | An S-y V (21–18, 21–19)                    | He Bj V (21–16, 13–21, 21–12)       | Tai T-y V (21–18, 19–21, 21–18) |                 |
| He Bingjiao             | Singolo femminile | Abdul Razzaq V (21–6, 21–3)               | Aghaei V (21–11, 21–3)               | N.D.                                       | 1ª Q   | Zhang V (14–21, 9–7) | Okuhara V (13–21, 21–13, 21–14)            | Chen Yf P (16–21, 21–13, 12–21)     | Sindhu P (13–21, 15–21)         | 4ª              |
| Chen Qingchen Jia Yifan | Doppio femminile  | Kititharakul / Prajongjai V (21–6, 21–10) | G Stoeva / S Stoeva V (21–18, 21–15) | Kim S-y / Kong H-y V (19–21, 21–16, 21–14) | 1ª Q   | N.D.                 | Fukushima / Hirota V (18-21, 21-10, 21-10) | Kim S-y / Kong H-y V (21-15, 21-11) | Polii / Rahayu P (19–21, 15–21) |                 |
| Du Yue Li Yinhui        | Doppio femminile  | Fruergaard / Thygesen V (21-13, 21-15)    | Mapasa / Somerville V (21-9, 21-12)  | Lee S-h / Shin S-c P (19–21, 12–21)        | 2ª Q   | N.D.                 | Polii / Rahayu P (15–21, 22–20, 17–21)     | Non qualificato                     | Non qualificato                 | Non qualificato |

Misto
| Atleta                    | Evento       | Girone                               | Girone                              | Girone                                          | Girone | Quarti                               | Semifinale                                   | Finale                                              | Finale |
| Atleta                    | Evento       | Avversario Punteggio                 | Avversario Punteggio                | Avversario Punteggio                            | Pos.   | Avversario Punteggio                 | Avversario Punteggio                         | Avversario Punteggio                                | Pos.   |
| ------------------------- | ------------ | ------------------------------------ | ----------------------------------- | ----------------------------------------------- | ------ | ------------------------------------ | -------------------------------------------- | --------------------------------------------------- | ------ |
| Wang Yilü Huang Dongping  | Doppio misto | Lamsfuß / Herttrich V (24-22, 21-17) | Tang C M / Tse Y S V (21-12, 21-18) | Chan P S / Goh L Y 21-13, 21-19V (21-13, 21-19) | 1ª Q   | Seo S-j / Chae Y-j V (21-9, 21-16)   | Watanabe / Higashino V (21-23, 21-15, 21-14) | Zheng Siwei / Huang Yaqiong V (21-17, 17-21, 21-19) |        |
| Zheng Siwei Huang Yaqiong | Doppio misto | Elgamal / Hany V (21-5, 21-10)       | Tabeling / Piek V (21-15, 22-20)    | Seo S-j / Chae Y-j V (21-14, 21-17)             | 1ª Q   | Jordan / Oktavianti V (21-17, 21-15) | Tang C M / Tse Y S V (21-16, 21-12)          | Wang Yl/Huang Dp P (17–21, 21–17, 19–21)            |        |

### Calcio
| Squadra             | Torneo    | Girone               | Girone               | Girone               | Girone | Quarti               | Semifinali           | Finale               | Pos.            |
| Squadra             | Torneo    | Avversario Risultato | Avversario Risultato | Avversario Risultato | Pos.   | Avversario Risultato | Avversario Risultato | Avversario Risultato | Pos.            |
| ------------------- | --------- | -------------------- | -------------------- | -------------------- | ------ | -------------------- | -------------------- | -------------------- | --------------- |
| Nazionale femminile | Femminile | Brasile P 0–5        | Zambia N 4–4         | Paesi Bassi P 2–8    | 4ª     | Non qualificata      | Non qualificata      | Non qualificata      | Non qualificata |

### Canoa/kayak

#### Slalom
Maschile
| Atleta   | Evento      | Qualificazioni | Qualificazioni | Qualificazioni | Qualificazioni | Qualificazioni | Qualificazioni | Semifinali | Semifinali | Semifinali | Finale          | Finale          | Finale          |
| Atleta   | Evento      | 1ª manche      | Pos.           | 2ª manche      | Pos.           | Migliore       | Posizione      | Penalità   | Tempo      | Posizione  | Penalità        | Tempo           | Posizione       |
| -------- | ----------- | -------------- | -------------- | -------------- | -------------- | -------------- | -------------- | ---------- | ---------- | ---------- | --------------- | --------------- | --------------- |
| Quan Xin | K1 maschile | 98"86          | 16º            | 98"06          | 15º            | 98"06          | 20º Q          | 2"         | 101"99     | 17º        | Non qualificato | Non qualificato | Non qualificato |

Femminile
| Atleta   | Evento       | Qualificazioni | Qualificazioni | Qualificazioni | Qualificazioni | Qualificazioni | Qualificazioni | Semifinali | Semifinali | Semifinali | Finale          | Finale          | Finale          |
| Atleta   | Evento       | 1ª manche      | Pos.           | 2ª manche      | Pos.           | Migliore       | Posizione      | Penalità   | Tempo      | Posizione  | Penalità        | Tempo           | Posizione       |
| -------- | ------------ | -------------- | -------------- | -------------- | -------------- | -------------- | -------------- | ---------- | ---------- | ---------- | --------------- | --------------- | --------------- |
| Chen Shi | C1 femminile | 127"36         | 17ª            | 124"15         | 16ª            | 124"15         | 18ª Q          | 12"        | 164"99     | 17ª        | Non qualificata | Non qualificata | Non qualificata |
| Li Tong  | K1 femminile | 115"27         | 16ª            | 114"36         | 17ª            | 114"36         | 17ª Q          | 4"         | 126"86     | 20ª        | Non qualificata | Non qualificata | Non qualificata |

#### Velocità
Maschile
| Atleta                                          | Evento             | Batteria | Batteria  | Quarti   | Quarti    | Semifinale      | Semifinale      | Finale          | Finale          |
| Atleta                                          | Evento             | Tempo    | Posizione | Tempo    | Posizione | Tempo           | Posizione       | Tempo           | Posizione       |
| ----------------------------------------------- | ------------------ | -------- | --------- | -------- | --------- | --------------- | --------------- | --------------- | --------------- |
| Liu Hao                                         | C1 1000 m maschile | 4'06"914 | 2º SF     | Bye      | Bye       | 4'04"196        | 2º FA           | 4'05"724        |                 |
| Zheng Pengfei                                   | C1 1000 m maschile | 4'10"115 | 3º QF     | 4'05"502 | 1º SF     | 4'09"139        | 4º FA           | 4'14"048        | 8º              |
| Liu Hao Zheng Pengfei                           | C2 1000 m maschile | 3'37"783 | 1º SF     | Bye      | Bye       | 3'27"023        | 1º FA           | 3'25"198        |                 |
| Yang Xiaoxu                                     | K1 200 m maschile  | 36"561   | 4º QF     | 35"852   | 3º        | Non qualificato | Non qualificato | Non qualificato | Non qualificato |
| Zhang Dong                                      | K1 1000 m maschile | 3'40"955 | 3º QF     | 3'44"269 | 2º SF     | 3'26"246        | 4º FA           | 3'28"103        | 6º              |
| Bu Tingkai Wang Congkang                        | K2 1000 m maschile | 3'10"292 | 2º SF     | Bye      | Bye       | 3'17"784        | 3º FA           | 3'19"612        | 8º              |
| Bu Tingkai Wang Congkang Yang Xiaoxu Zhang Dong | K4 500 m maschile  | 1'24"264 | 4º QF     | 1'24"036 | 3º SF     | 1'24"653        | 5º              | Non qualificato | Non qualificato |

Femminile
| Atleta                              | Evento             | Batteria | Batteria  | Quarti   | Quarti    | Semifinale      | Semifinale      | Finale          | Finale          |
| Atleta                              | Evento             | Tempo    | Posizione | Tempo    | Posizione | Tempo           | Posizione       | Tempo           | Posizione       |
| ----------------------------------- | ------------------ | -------- | --------- | -------- | --------- | --------------- | --------------- | --------------- | --------------- |
| Lin Wenjun                          | C1 200 m femminile | 46"449   | 2ª SF     | Bye      | Bye       | 47"161          | 2ª FA           | 47"608          | 6ª              |
| Sun Mengya Xu Shixiao               | C2 500 m femminile | 1'57"870 | 1ª SF     | Bye      | Bye       | 2'01"369        | 1ª FA           | 1'55"495        |                 |
| Ma Qing                             | K1 200 m femminile | 42"706   | 4ª QF     | 42"321   | 2ª SF     | 40"837          | 8ª FB           | 40"652          | 15ª             |
| Yin Mengdie                         | K1 200 m femminile | 41"688   | 1ª SF     | Bye      | Bye       | 40"069          | 5ª FB           | 40"365          | 12ª             |
| Huang Jieyi                         | K1 500 m femminile | 1'52"385 | 6ª QF     | 1'52"689 | 5ª        | Non qualificata | Non qualificata | Non qualificata | Non qualificata |
| Yin Mengdie                         | K1 500 m femminile | 1'52"760 | 6ª QF     | 1'49"268 | 1ª SF     | 1'56"977        | 7ª              | Non qualificata | Non qualificata |
| Li Dongyin Zhou Yu                  | K2 500 m femminile | 1'45"831 | 3ª QF     | 1'47"471 | 3ª SF     | 1'39"404        | 5ª FB           | 1'39"790        | 10ª             |
| Li Dongyin Ma Qing Wang Nan Zhou Yu | K4 500 m femminile | 1'36"249 | 3ª QF     | 1'36"379 | 2ª SF     | 1'36"697        | 3ª FA           | 1'38"121        | 6ª              |

### Canottaggio
| FA   | Qualificato in finale A (per le medaglie)     |
| FB   | Qualificato in finale B (non per le medaglie) |
| FC   | Qualificato in finale C (non per le medaglie) |
| FD   | Qualificato in finale D (non per le medaglie) |
| FE   | Qualificato in finale E (non per le medaglie) |
| FF   | Qualificato in finale F (non per le medaglie) |
| SA/B | Semifinali A/B                                |
| SC/D | Semifinali C/D                                |
| SE/F | Semifinali E/F                                |
| QF   | Qualificato ai quarti di finale               |
| R    | Ripescaggio                                   |

Maschile
| Atleta                              | Evento               | Batteria | Batteria  | Ripescaggio | Ripescaggio | Semifinali | Semifinali | Finale  | Finale    |
| Atleta                              | Evento               | Tempo    | Posizione | Tempo       | Posizione   | Tempo      | Posizione  | Tempo   | Posizione |
| ----------------------------------- | -------------------- | -------- | --------- | ----------- | ----------- | ---------- | ---------- | ------- | --------- |
| Liu Zhiyu Zhang Liang               | 2 di coppia maschile | 6'11"55  | 2ª SA/B   | Bye         | Bye         | 6'23"11    | 2ª FA      | 6'03"63 |           |
| Liu Dang Yi Xudi Zang Ha Zhang Quan | 4 di coppia maschile | 5'43"44  | 4ª R      | 5'56"86     | 3ª FB       | N.D.       | N.D.       | 5'46"07 | 7ª        |

Femminile
| Atleta                                                                          | Evento                | Batteria | Batteria  | Ripescaggio | Ripescaggio | Quarti di finale | Quarti di finale | Semifinali      | Semifinali      | Finale          | Finale          |
| Atleta                                                                          | Evento                | Tempo    | Posizione | Tempo       | Posizione   | Tempo            | Posizione        | Tempo           | Posizione       | Tempo           | Posizione       |
| ------------------------------------------------------------------------------- | --------------------- | -------- | --------- | ----------- | ----------- | ---------------- | ---------------- | --------------- | --------------- | --------------- | --------------- |
| Jiang Yan                                                                       | Singolo femminile     | 7'53"14  | 2ª QF     | Bye         | Bye         | 8'00"01          | 3ª SA/B          | 7'27"30         | 3ª FA           | 7'21"33         | 6ª              |
| Huang Kaifeng Liu Jinchao                                                       | 2 senza femminile     | 7'45"55  | 4ª R      | 7'45"17     | 4ª          | N.D.             | N.D.             | Non qualificate | Non qualificate | Non qualificate | Non qualificate |
| Liu Xiaoxin Shen Shuangmei                                                      | 2 di coppia femminile | 7'03"78  | 4ª R      | 7'21"93     | 4ª          | N.D.             | N.D.             | Non qualificate | Non qualificate | Non qualificate | Non qualificate |
| Chen Yunxia Cui Xiaotong Lü Yang Zhang Ling                                     | 4 di coppia femminile | 6'14"32  | 1ª FA     | N.D.        | N.D.        | N.D.             | N.D.             | N.D.            | N.D.            | 6'05"13         |                 |
| Lin Xinyu Lu Shiyu Qin Miaomiao Wang Fei                                        | 4 senza femminile     | 6'38"54  | 2ª FA     | Bye         | Bye         | N.D.             | N.D.             | N.D.            | N.D.            | 6'25"13         | 5ª              |
| Guo Linlin Ju Rui Li Jingjing Miao Tian Wang Zifeng Wang Yuwei Xu Fei Zhang Min | Otto femminile        | 6'10"77  | 3ª R      | 5'55"69     | 3ª Q        | N.D.             | N.D.             | N.D.            | N.D.            | 6'01"21         |                 |

### Ciclismo

#### Ciclismo su strada
Maschile
| Atleta       | Evento                  | Tempo | Posizione |
| ------------ | ----------------------- | ----- | --------- |
| Wang Ruidong | Corsa in linea maschile | DNS   | DNS       |

Femminile
| Atleta     | Evento                   | Tempo | Posizione |
| ---------- | ------------------------ | ----- | --------- |
| Sun Jiajun | Corsa in linea femminile | DNS   | DNS       |

#### Ciclismo su pista
Velocità
| Atleta                   | Evento                       | Qualificazione     | Qualificazione | Round 1                              | R1                                                 | Round 2               | R2                                    | Round 3          | R3                                | Quarti           | Semifinale                    | Finale                        | Finale          |
| Atleta                   | Evento                       | Tempo Velocità     | Pos.           | Avversario Tempo                     | Avversario Tempo                                   | Avversario Tempo      | Avversario Tempo                      | Avversario Tempo | Avversario Tempo                  | Avversario Tempo | Avversario Tempo              | Avversario Tempo              | Pos.            |
| ------------------------ | ---------------------------- | ------------------ | -------------- | ------------------------------------ | -------------------------------------------------- | --------------------- | ------------------------------------- | ---------------- | --------------------------------- | ---------------- | ----------------------------- | ----------------------------- | --------------- |
| Xu Chao                  | Velocità maschile            | 9"584 75,125 km/h  | 11º Q          | Patryk Rajkowski P                   | Jair Tjon En Fa Nathan Hart P                      | Non qualificato       | Non qualificato                       | Non qualificato  | Non qualificato                   | Non qualificato  | Non qualificato               | Non qualificato               | Non qualificato |
| Bao Shanju               | Velocità femminile           | 10"723 67,145 km/h | 18º Q          | Shanne Braspennincx P                | Lyubov Basova Daniela Gaxiola V 10"913 65,976 km/h | Emma Hinze P          | Ellesse Andrews P                     | Non qualificata  | Non qualificata                   | Non qualificata  | Non qualificata               | Non qualificata               | Non qualificata |
| Zhong Tianshi            | Velocità femminile           | 10"559 68,188 km/h | 10º Q          | Daniela Gaxiola V 10"744 67,014 km/h | Bye                                                | Shanne Braspennincx P | Kaarle McCulloch V 11"200 64,286 km/h | Emma Hinze P     | Ellesse Andrews Olena Starikova P | Non qualificata  | Non qualificata               | Non qualificata               | Non qualificata |
| Bao Shanju Zhong Tianshi | Velocità a squadre femminile | 32"135 56,014 km/h | 2ª Q           | N.D.                                 | N.D.                                               | N.D.                  | N.D.                                  | N.D.             | N.D.                              | N.D.             | Lituania V 31"804 56,597 km/h | Germania V 31"895 56,435 km/h |                 |

Keirin
| Xu Chao       | Keirin maschile  | 4º R | 5º  | Non qualificato | Non qualificato | Non qualificato | Non qualificato | Non qualificato | Non qualificato |
| Bao Shanju    | Keirin femminile | 4ª R | 5ª  | Non qualificata | Non qualificata | Non qualificata | Non qualificata | Non qualificata | Non qualificata |
| Zhong Tianshi | Keirin femminile | 2ª Q | Bye | 3ª Q            | 6ª FB           | 12ª             |                 |                 |                 |

Omnium
| Atleta    | Evento           | Scratch   | Scratch | Corsa a tempo | Corsa a tempo | Corsa a eliminazione | Corsa a eliminazione | Corsa a punti | Corsa a punti | Totale | Totale    |
| Atleta    | Evento           | Posizione | Punti   | Posizione     | Punti         | Posizione            | Punti                | Posizione     | Punti         | Punti  | Posizione |
| --------- | ---------------- | --------- | ------- | ------------- | ------------- | -------------------- | -------------------- | ------------- | ------------- | ------ | --------- |
| Liu Jiali | Omnium femminile | 10ª       | 22      | 7ª            | 28            | 14ª                  | 14                   | 11ª           | 1             | 65     | 11ª       |

#### Mountain bike
| Atleta     | Evento                  | Tempo | Posizione |
| ---------- | ----------------------- | ----- | --------- |
| Zhang Peng | Cross-country maschile  | LAP   | 36º       |
| Yao Bianwa | Cross-country femminile | LAP   | 34ª       |

### Equitazione

#### Concorso completo
Liang Ruiji con Agore de Bordenave è presente come riserva.
| Atleta                                 | Cavallo                                      | Gara        | Dressage | Dressage  | Cross-country | Cross-country | Cross-country | Salto ostacoli | Salto ostacoli | Salto ostacoli | Salto ostacoli  | Salto ostacoli  | Salto ostacoli  |
| Atleta                                 | Cavallo                                      | Gara        | Dressage | Dressage  | Cross-country | Cross-country | Cross-country | Qualificazione | Qualificazione | Qualificazione | Finale          | Finale          | Finale          |
| Atleta                                 | Cavallo                                      | Gara        | Penalità | Posizione | Penalità      | Totale        | Posizione     | Penalità       | Totale         | Posizione      | Penalità        | Totale          | Posizione       |
| -------------------------------------- | -------------------------------------------- | ----------- | -------- | --------- | ------------- | ------------- | ------------- | -------------- | -------------- | -------------- | --------------- | --------------- | --------------- |
| Bao Yingfeng                           | Flandia                                      | Individuale | 34.40    | 39º       | 38.00         | 72.50         | 39º           | 5.60           | 78.10          | 35º            | Non qualificato | Non qualificato | Non qualificato |
| Alex Hua Tian                          | Don Geniro                                   | Individuale | 23.90    | 3º        | 12.00         | 35.90         | 18º           | 8.80           | 44.70          | 21º            | 17.60           | 62.30           | 25º             |
| Sun Huadong                            | Lady Chin van't Moerven Z                    | Individuale | 35.20    | 41º       | 42.00         | 77.20         | 42º           | 9.60           | 86.80          | 37º            | Non qualificato | Non qualificato | Non qualificato |
| Bao Yingfeng Alex Hua Tian Sun Huadong | Flandia Don Geniro Lady Chin van't Moerven Z | Squadra     | 93.60    | 7ª        | 92.00         | 185.60        | 9ª            | 24.00          | 209.60         | 9ª             | N.D.            | 209.60          | 9ª              |

#### Salto ostacoli
| Atleta                                | Cavallo                                          | Gara        | Qualificazione | Qualificazione | Finale          | Finale          |
| Atleta                                | Cavallo                                          | Gara        | Penalità       | Posizione      | Penalità        | Posizione       |
| ------------------------------------- | ------------------------------------------------ | ----------- | -------------- | -------------- | --------------- | --------------- |
| Li Zhenqiang                          | Uncas S                                          | Individuale | 10.00          | 53º            | Non qualificato | Non qualificato |
| Zhang Xingjia                         | For Passion d'Ive Z                              | Individuale | 18.00          | 65º            | Non qualificato | Non qualificato |
| Zhang You                             | Caesar                                           | Individuale | RIT            | RIT            | Non qualificato | Non qualificato |
| Li Yaofeng Li Zhenqiang Zhang Xingjia | Jericho Dwerse Hagen Uncas S For Passion d'Ive Z | A squadre   | 35.00          | 12ª            | Non qualificati | Non qualificati |

### Ginnastica

#### Ginnastica artistica
Maschile
| Atleta       | Evento               | Qualificazione                               | Qualificazione                               | Qualificazione                               | Qualificazione                               | Qualificazione                               | Qualificazione                               | Qualificazione                               | Qualificazione                               | Finale   | Finale   | Finale   | Finale   | Finale   | Finale   | Finale  | Finale |
| Atleta       | Evento               | Attrezzo                                     | Attrezzo                                     | Attrezzo                                     | Attrezzo                                     | Attrezzo                                     | Attrezzo                                     | Totale                                       | Pos.                                         | Attrezzo | Attrezzo | Attrezzo | Attrezzo | Attrezzo | Attrezzo | Totale  | Pos.   |
| Atleta       | Evento               | CL                                           | C                                            | A                                            | V                                            | P                                            | S                                            | Totale                                       | Pos.                                         | CL       | C        | A        | V        | P        | S        | Totale  | Pos.   |
| ------------ | -------------------- | -------------------------------------------- | -------------------------------------------- | -------------------------------------------- | -------------------------------------------- | -------------------------------------------- | -------------------------------------------- | -------------------------------------------- | -------------------------------------------- | -------- | -------- | -------- | -------- | -------- | -------- | ------- | ------ |
| Lin Chaopan  | Concorso a squadre   | 13.966                                       | 14.100                                       | 13.433                                       | 14.666                                       | 14.733                                       | 14.200                                       | 85.098                                       | 12º                                          | 13.166   | N.D.     | N.D.     | 14.733   | N.D.     | 14.133   | N.D.    | N.D.   |
| Sun Wei      | Concorso a squadre   | 14.333                                       | 14.833 Q                                     | 14.233                                       | 14.766                                       | 15.133                                       | 14.000                                       | 87.298                                       | 4º Q                                         | 14.366   | 15.000   | 14.233   | 14.866   | 14.800   | 14.200   | N.D.    | N.D.   |
| Xiao Ruoteng | Concorso a squadre   | 14.866 Q                                     | 14.300                                       | 14.200                                       | 14.700                                       | 15.400                                       | 14.266                                       | 87.732                                       | 3º Q                                         | 14.600   | 14.166   | 14.366   | 14.733   | 14.933   | 14.333   | N.D.    | N.D.   |
| Zou Jingyuan | Concorso a squadre   | N.D.                                         | 14.600                                       | N.D.                                         | N.D.                                         | 16.166 Q                                     | N.D.                                         | N.D.                                         | N.D.                                         | N.D.     | 14.800   | 15.000   | N.D.     | 15.466   | N.D.     | N.D.    | N.D.   |
| Totale       | Concorso a squadre   | 43.165                                       | 43.733                                       | 41.866                                       | 44.132                                       | 46.699                                       | 42.466                                       | 262.061                                      | 2ª Q                                         | 42.132   | 43.966   | 43.599   | 44.332   | 45.199   | 42.666   | 261.894 |        |
| Sun Wei      | Concorso individuale | Vedi sopra qualificazioni concorso a squadre | Vedi sopra qualificazioni concorso a squadre | Vedi sopra qualificazioni concorso a squadre | Vedi sopra qualificazioni concorso a squadre | Vedi sopra qualificazioni concorso a squadre | Vedi sopra qualificazioni concorso a squadre | Vedi sopra qualificazioni concorso a squadre | Vedi sopra qualificazioni concorso a squadre | 14.500   | 14.966   | 14.066   | 14.900   | 14.966   | 14.400   | 87.798  | 4º     |
| Xiao Ruoteng | Concorso individuale | Vedi sopra qualificazioni concorso a squadre | Vedi sopra qualificazioni concorso a squadre | Vedi sopra qualificazioni concorso a squadre | Vedi sopra qualificazioni concorso a squadre | Vedi sopra qualificazioni concorso a squadre | Vedi sopra qualificazioni concorso a squadre | Vedi sopra qualificazioni concorso a squadre | Vedi sopra qualificazioni concorso a squadre | 14.700   | 14.700   | 14.533   | 14.700   | 15.366   | 14.066   | 88.065  |        |
| Xiao Ruoteng | Corpo libero         | 14.866                                       | N.D.                                         | N.D.                                         | N.D.                                         | N.D.                                         | N.D.                                         | N.D.                                         | 7º Q                                         | 14.766   | N.D.     | N.D.     | N.D.     | N.D.     | N.D.     | 14.766  |        |
| Sun Wei      | Cavallo              | N.D.                                         | 14.833                                       | N.D.                                         | N.D.                                         | N.D.                                         | N.D.                                         | N.D.                                         | 6º Q                                         | N.D.     | 13.066   | N.D.     | N.D.     | N.D.     | N.D.     | 13.066  | 8º     |
| Liu Yang     | Anelli               | N.D.                                         | N.D.                                         | 15.300                                       | N.D.                                         | N.D.                                         | N.D.                                         | N.D.                                         | 2º Q                                         | N.D.     | N.D.     | 15.500   | N.D.     | N.D.     | N.D.     | 15.500  |        |
| You Hao      | Anelli               | N.D.                                         | N.D.                                         | 14.800                                       | N.D.                                         | N.D.                                         | N.D.                                         | N.D.                                         | 8º Q                                         | N.D.     | N.D.     | 15.300   | N.D.     | N.D.     | N.D.     | 15.300  |        |
| Zou Jingyuan | Parallele simm.      | N.D.                                         | N.D.                                         | N.D.                                         | N.D.                                         | 16.166                                       | N.D.                                         | N.D.                                         | 1º Q                                         | N.D.     | N.D.     | N.D.     | N.D.     | 16.233   | N.D.     | 16.233  |        |
| You Hao      | Parallele simm.      | N.D.                                         | N.D.                                         | N.D.                                         | N.D.                                         | 15.666                                       | N.D.                                         | N.D.                                         | 3º Q                                         | N.D.     | N.D.     | N.D.     | N.D.     | 15.466   | N.D.     | 15.466  | 4º     |

Femminili
| Atleta        | Evento                 | Qualificazione                               | Qualificazione                               | Qualificazione                               | Qualificazione                               | Qualificazione                               | Qualificazione                               | Finale   | Finale   | Finale   | Finale   | Finale  | Finale |
| Atleta        | Evento                 | Attrezzo                                     | Attrezzo                                     | Attrezzo                                     | Attrezzo                                     | Totale                                       | Pos.                                         | Attrezzo | Attrezzo | Attrezzo | Attrezzo | Totale  | Pos.   |
| Atleta        | Evento                 | CL                                           | V                                            | T                                            | P                                            | Totale                                       | Pos.                                         | CL       | V        | T        | P        | Totale  | Pos.   |
| ------------- | ---------------------- | -------------------------------------------- | -------------------------------------------- | -------------------------------------------- | -------------------------------------------- | -------------------------------------------- | -------------------------------------------- | -------- | -------- | -------- | -------- | ------- | ------ |
| Lu Yufei      | Concorso a squadre     | 13.600                                       | 14.700 Q                                     | 14.100                                       | 12.666                                       | 55.066                                       | 14ª Q                                        | N.D.     | 13.333   | 13.966   | 13.166   | N.D.    | N.D.   |
| Ou Yushan     | Concorso a squadre     | 13.633                                       | 13.500                                       | 13.933                                       | N.D.                                         | N.D.                                         | N.D.                                         | 12.700   | 13.233   | N.D.     | N.D.     | N.D.    | N.D.   |
| Tang Xijing   | Concorso a squadre     | 14.300                                       | 14.433                                       | 14.333 Q                                     | 13.366                                       | 56.432                                       | 8ª Q                                         | 12.600   | 14.500   | 13.733   | 12.866   | N.D.    | N.D.   |
| Zhang Jin     | Concorso a squadre     | 14.433                                       | 13.100                                       | 13.966                                       | 13.433                                       | 54.932                                       | 15ª                                          | 14.066   | N.D.     | 13.900   | 13.133   | N.D.    | N.D.   |
| Totale        | Concorso a squadre     | 42.366                                       | 42.633                                       | 42.399                                       | 39.465                                       | 166.863                                      | 3ª Q                                         | 39.366   | 41.066   | 41.599   | 39.165   | 161.196 | 7ª     |
| Lu Yufei      | Concorso individuale   | Vedi sopra qualificazioni concorso a squadre | Vedi sopra qualificazioni concorso a squadre | Vedi sopra qualificazioni concorso a squadre | Vedi sopra qualificazioni concorso a squadre | Vedi sopra qualificazioni concorso a squadre | Vedi sopra qualificazioni concorso a squadre | 13.500   | 13.333   | 13.133   | 12.833   | 52.799  | 18ª    |
| Tang Xijing   | Concorso individuale   | Vedi sopra qualificazioni concorso a squadre | Vedi sopra qualificazioni concorso a squadre | Vedi sopra qualificazioni concorso a squadre | Vedi sopra qualificazioni concorso a squadre | Vedi sopra qualificazioni concorso a squadre | Vedi sopra qualificazioni concorso a squadre | 14.233   | 14.233   | 13.066   | 12.966   | 54.498  | 7ª     |
| Guan Chenchen | Trave                  | N.D.                                         | N.D.                                         | 14.933                                       | N.D.                                         | N.D.                                         | 1ª Q                                         | N.D.     | N.D.     | 14.633   | N.D.     | 14.633  |        |
| Tang Xijing   | Trave                  | N.D.                                         | N.D.                                         | 14.333                                       | N.D.                                         | N.D.                                         | 2ª Q                                         | N.D.     | N.D.     | 14.233   | N.D.     | 14.233  |        |
| Fan Yilin     | Parallele asimmetriche | N.D.                                         | N.D.                                         | N.D.                                         | 14.600                                       | N.D.                                         | 9ª Q                                         | N.D.     | N.D.     | N.D.     | 13.900   | 13.900  | 7ª     |
| Lu Yufei      | Parallele asimmetriche | N.D.                                         | N.D.                                         | N.D.                                         | 14.700                                       | N.D.                                         | 7ª Q                                         | N.D.     | N.D.     | N.D.     | 14.400   | 14.400  | 4ª     |

#### Ginnastica ritmica
| Atleta                                                 | Evento             | Qualificazione | Qualificazione        | Qualificazione | Qualificazione | Finale   | Finale                | Finale | Finale |
| Atleta                                                 | Evento             | Attrezzo       | Attrezzo              | Totale         | Pos.           | Attrezzo | Attrezzo              | Totale | Pos.   |
| Atleta                                                 | Evento             | 5 palle        | 3 cerchi e 2 clavette | Totale         | Pos.           | 5 palle  | 3 cerchi e 2 clavette | Totale | Pos.   |
| ------------------------------------------------------ | ------------------ | -------------- | --------------------- | -------------- | -------------- | -------- | --------------------- | ------ | ------ |
| Guo Qiqi Hao Ting Huang Zhangjiayang Liu Xin Xu Yanshu | Concorso a squadre | 41.600         | 42.000                | 83.600         | 5ª Q           | 42.150   | 42.400                | 84.550 | 4ª     |

#### Trampolino elastico
| Atleta       | Evento               | Qualificazione | Qualificazione | Finale          | Finale          |
| Atleta       | Evento               | Punti          | Posizione      | Punti           | Posizione       |
| ------------ | -------------------- | -------------- | -------------- | --------------- | --------------- |
| Dong Dong    | Trampolino maschile  | 111.650        | 5º Q           | 61.235          |                 |
| Gao Lei      | Trampolino maschile  | 62.820         | 14º            | Non qualificato | Non qualificato |
| Liu Lingling | Trampolino femminile | 105.470        | 1ª Q           | 56.350          |                 |
| Zhu Xueying  | Trampolino femminile | 105.300        | 2ª Q           | 56.635          |                 |

### Golf
| Atleta        | Evento    | Round 1   | Round 2   | Round 3   | Round 4   | Totale | Totale | Totale     |
| Atleta        | Evento    | Punteggio | Punteggio | Punteggio | Punteggio | Totale | Par    | Classifica |
| ------------- | --------- | --------- | --------- | --------- | --------- | ------ | ------ | ---------- |
| Wu Ashun      | Maschile  | 72        | 71        | 67        | 66        | 276    | -8     | 32º        |
| Yuan Yechun   | Maschile  | 69        | 68        | 70        | 71        | 278    | -6     | 38º        |
| Feng Shanshan | Femminile | 74        | 64        | 68        | 67        | 273    | -11    | 8ª         |
| Lin Xiyu      | Femminile | 71        | 66        | 69        | 68        | 274    | -10    | 9ª         |

### Hockey su prato
| Squadra             | Torneo    | Girone               | Girone               | Girone               | Girone               | Girone               | Girone | Quarti               | Semifinali           | Finale               | Pos.            |
| Squadra             | Torneo    | Avversario Punteggio | Avversario Punteggio | Avversario Punteggio | Avversario Punteggio | Avversario Punteggio | Pos.   | Avversario Punteggio | Avversario Punteggio | Avversario Punteggio | Pos.            |
| ------------------- | --------- | -------------------- | -------------------- | -------------------- | -------------------- | -------------------- | ------ | -------------------- | -------------------- | -------------------- | --------------- |
| Nazionale femminile | Femminile | Giappone V 4–3       | Australia P 0–6      | Argentina P 2–3      | Spagna P 0–2         | Nuova Zelanda V 3–2  | 5ª     | Non qualificata      | Non qualificata      | Non qualificata      | Non qualificata |

### Judo
| Atleta       | Evento           | Preliminari          | 16-esimi               | Ottavi                | Quarti               | Semifinali           | Ripescaggio          | Finale               | Pos.            |
| Atleta       | Evento           | Avversario Punteggio | Avversario Punteggio   | Avversario Punteggio  | Avversario Punteggio | Avversario Punteggio | Avversario Punteggio | Avversario Punteggio | Pos.            |
| ------------ | ---------------- | -------------------- | ---------------------- | --------------------- | -------------------- | -------------------- | -------------------- | -------------------- | --------------- |
| Li Yanan     | 48 kg femminile  | Bye                  | Otgontsetseg V 102–001 | Costa P 001–100       | Non qualificata      | Non qualificata      | Non qualificata      | Non qualificata      | Non qualificata |
| Lu Tongjuan  | 57 kg femminile  | Bye                  | Otgontsetseg V 100–011 | Yoshida P 001–101     | Non qualificata      | Non qualificata      | Non qualificata      | Non qualificata      | Non qualificata |
| Yang Junxia  | 63 kg femminile  | Bye                  | Krssakova P 001–100    | Non qualificata       | Non qualificata      | Non qualificata      | Non qualificata      | Non qualificata      | Non qualificata |
| Sun Xiaoqian | 70 kg femminile  | Bye                  | Teltsidou P 000–100    | Non qualificata       | Non qualificata      | Non qualificata      | Non qualificata      | Non qualificata      | Non qualificata |
| Ma Zhenzhao  | 78 kg femminile  | Bye                  | Graf P 001–101         | Non qualificata       | Non qualificata      | Non qualificata      | Non qualificata      | Non qualificata      | Non qualificata |
| Xu Shiyan    | +78 kg femminile | Bye                  | Grabowski V 100–001    | Chikhrouhou V 100–000 | Ortiz P 000–100      | N.D.                 | Altheman V FUS       | Kindzerska P 000–100 | 5ª              |

### Karate
Kumite
| Atleta      | Evento           | Girone                 | Girone                | Girone               | Girone                 | Girone | Semifinali           | Finale                 | Pos. |
| Atleta      | Evento           | Avversario Punteggio   | Avversario Punteggio  | Avversario Punteggio | Avversario Punteggio   | Pos.   | Avversario Punteggio | Avversario Punteggio   | Pos. |
| ----------- | ---------------- | ---------------------- | --------------------- | -------------------- | ---------------------- | ------ | -------------------- | ---------------------- | ---- |
| Yin Xiaoyan | 61 kg femminile  | Claudymar Garcés V 2-0 | Leïla Heurtault V 1-0 | Mayumi Someya V 4–2  | Merve Çoban V 2S–2     | 1ª Q   | Giana Farouk V 1H–1  | Jovana Preković P 0-0H |      |
| Gong Li     | +61 kg femminile | Feryal Abdelaziz P 0–4 | Lamya Matoub V 4–0    | Elena Quirici N 1–1  | Hamideh Abbasali V 8–4 | 2ª Q   | Irina Zaretska P 2-7 | N.D.                   |      |

### Lotta

#### Libera
Maschile
| Atleta      | Evento          | Ottavi               | Quarti               | Semifinali           | Ripescaggio          | Finale / FB          | Pos.            |
| Atleta      | Evento          | Avversario Risultato | Avversario Risultato | Avversario Risultato | Avversario Risultato | Avversario Risultato | Pos.            |
| ----------- | --------------- | -------------------- | -------------------- | -------------------- | -------------------- | -------------------- | --------------- |
| Liu Minghu  | 57 kg maschile  | Abdullaev P 1-3      | Non qualificato      | Non qualificato      | Non qualificato      | Non qualificato      | Non qualificato |
| Lin Zushen  | 86 kg maschile  | Ambrocio V 4–0       | Punia P 1–3          | Non qualificato      | Non qualificato      | Non qualificato      | Non qualificato |
| Deng Zhiwei | 125 kg maschile | Kozyrev V 3-1        | Petriashvili P 1-3   | N.D.                 | Kamal V 3–1          | Zare P 1-3           | 5º              |

Femminile
| Atleta        | Evento          | Ottavi               | Quarti               | Semifinali           | Ripescaggio          | Finale / FB          | Pos.            |
| Atleta        | Evento          | Avversario Risultato | Avversario Risultato | Avversario Risultato | Avversario Risultato | Avversario Risultato | Pos.            |
| ------------- | --------------- | -------------------- | -------------------- | -------------------- | -------------------- | -------------------- | --------------- |
| Sun Yanan     | 50 kg femminile | Guzmán V 3–1         | Livach V 3–1         | Hildebrandt V 3-1    | Bye                  | Susaki P 0–4         |                 |
| Pang Qianyu   | 53 kg femminile | Hérin V 3–0          | Winchester V 3–1     | Kaladzinskaya V 3–1  | Bye                  | Mukaida P 1–3        |                 |
| Rong Ningning | 57 kg femminile | Maroulis P 0–3       | Non qualificata      | Non qualificata      | Non qualificata      | Non qualificata      | Non qualificata |
| Long Jia      | 62 kg femminile | Miracle V 3-1        | Koliadenko P 0-5     | Non qualificata      | Non qualificata      | Non qualificata      | Non qualificata |
| Zhou Feng     | 68 kg femminile | Sánchez V 4–1        | Mensah P 0-4         | N.D.                 | Dosho P 1-3          | Non qualificata      | 7ª              |
| Zhou Qian     | 76 kg femminile | Belins'ka V 3-1      | Rotter-Focken P 1–3  | N.D.                 | Marzaliukr V 3–1     | Minagawa V 5-0       |                 |

#### Greco-romana
| Atleta          | Evento         | Ottavi               | Quarti               | Semifinali           | Ripescaggio          | Finale               | Pos.            |
| Atleta          | Evento         | Avversario Risultato | Avversario Risultato | Avversario Risultato | Avversario Risultato | Avversario Risultato | Pos.            |
| --------------- | -------------- | -------------------- | -------------------- | -------------------- | -------------------- | -------------------- | --------------- |
| Walihan Sailike | 60 kg maschile | Kinsinger V 3-1      | Fumita P 1–3         | N.D.                 | Fergat V 3-1         | Temirov V 3-1        |                 |
| Peng Fei        | 87 kg maschile | Azara P 1–3          | Non qualificato      | Non qualificato      | Non qualificato      | Non qualificato      | Non qualificato |

### Nuoto
Maschile
| Atleta                                        | Evento               | Batterie | Batterie  | Semifinali      | Semifinali      | Finale          | Finale          |
| Atleta                                        | Evento               | Tempo    | Posizione | Tempo           | Posizione       | Tempo           | Posizione       |
| --------------------------------------------- | -------------------- | -------- | --------- | --------------- | --------------- | --------------- | --------------- |
| Yu Hexin                                      | 50 m stile libero    | 22"14    | 19º       | Non qualificato | Non qualificato | Non qualificato | Non qualificato |
| He Junyi                                      | 100 m stile libero   | 48"50    | 18º       | Non qualificato | Non qualificato | Non qualificato | Non qualificato |
| Ji Xinjie                                     | 200 m stile libero   | 1'46"86  | 21º       | Non qualificato | Non qualificato | Non qualificato | Non qualificato |
| Ji Xinjie                                     | 400 m stile libero   | 3'48"27  | 19º       | N.D.            | N.D.            | Non qualificato | Non qualificato |
| Cheng Long                                    | 800 m stile libero   | 7'58"71  | 27º       | N.D.            | N.D.            | Non qualificato | Non qualificato |
| Cheng Long                                    | 1500 m stile libero  | 15'18"71 | 24º       | N.D.            | N.D.            | Non qualificato | Non qualificato |
| Xu Jiayu                                      | 100 m dorso          | 52"70    | 3º Q      | 52"94           | 6º Q            | 52"51           | 5º              |
| Xu Jiayu                                      | 200 m dorso          | 1'57"76  | 15º Q     | RIT             | RIT             | Non qualificato | Non qualificato |
| Yan Zibei                                     | 100 m rana           | 58"75    | 5º Q      | 58"72           | 4º Q            | 58"99           | 6º              |
| Qin Haiyang                                   | 200 m rana           | DSQ      | DSQ       | Non qualificato | Non qualificato | Non qualificato | Non qualificato |
| Sun Jiajun                                    | 100 m farfalla       | 51"74    | 16º Q     | 51"82           | 13º             | Non qualificato | Non qualificato |
| Qin Haiyang                                   | 200 m misti          | 1'58"95  | 26º       | Non qualificato | Non qualificato | Non qualificato | Non qualificato |
| Wang Shun                                     | 200 m misti          | 1'57"42  | 7º Q      | 1'56"22         | 1º Q            | 1'55"00         |                 |
| Wang Shun                                     | 400 m misti          | 4'10"63  | 10º       | N.D.            | N.D.            | Non qualificato | Non qualificato |
| Hong Jinquan Ji Xinjie Wang Shun Zhang Ziyang | 4×200 m stile libero | 7'08"27  | 9ª        | N.D.            | N.D.            | Non qualificati | Non qualificati |
| He Junyi Sun Jiajun Xu Jiayu Yan Zibei        | 4×100 m misti        | 3'31"72  | 4ª Q      | N.D.            | N.D.            | DSQ             | DSQ             |

Femminile
| Atleta                                                                           | Evento               | Batterie | Batterie  | Semifinali      | Semifinali      | Finale          | Finale          |
| Atleta                                                                           | Evento               | Tempo    | Posizione | Tempo           | Posizione       | Tempo           | Posizione       |
| -------------------------------------------------------------------------------- | -------------------- | -------- | --------- | --------------- | --------------- | --------------- | --------------- |
| Wu Qingfeng                                                                      | 50 m stile libero    | 24"55    | 10ª Q     | 24"32           | =8ª Q           | 24"32           | 5ª              |
| Zhang Yufei                                                                      | 50 m stile libero    | 24"36    | 6ª Q      | 24"32           | =8ª             | Non qualificata | Non qualificata |
| Wu Qingfeng                                                                      | 100 m stile libero   | 53"87    | =18ª Q    | 54"86           | 16ª             | Non qualificata | Non qualificata |
| Yang Junxuan                                                                     | 100 m stile libero   | 53"02    | 8ª Q      | RIT             | RIT             | Non qualificata | Non qualificata |
| Li Bingjie                                                                       | 200 m stile libero   | 1'59"03  | 20ª       | Non qualificata | Non qualificata | Non qualificata | Non qualificata |
| Yang Junxuan                                                                     | 200 m stile libero   | 1'56"17  | 6ª Q      | 1'55"98         | 4ª Q            | 1'55"01         | 4ª              |
| Li Bingjie                                                                       | 400 m stile libero   | 4'01"57  | 2ª Q      | N.D.            | N.D.            | 4'01"08         |                 |
| Tang Muhan                                                                       | 400 m stile libero   | 4'04"07  | 8ª Q      | N.D.            | N.D.            | 4'04"10         | 5ª              |
| Li Bingjie                                                                       | 800 m stile libero   | 8'22"49  | 10ª       | N.D.            | N.D.            | Non qualificata | Non qualificata |
| Wang Jianjiahe                                                                   | 800 m stile libero   | 8'20"58  | 8ª Q      | N.D.            | N.D.            | 8'21"93         | 5ª              |
| Li Bingjie                                                                       | 1500 m stile libero  | 15'59"92 | 10ª       | N.D.            | N.D.            | Non qualificata | Non qualificata |
| Wang Jianjiahe                                                                   | 1500 m stile libero  | 15'41"49 | 2ª Q      | N.D.            | N.D.            | 15'46"37        | 4ª              |
| Chen Jie                                                                         | 100 m dorso          | 1'00"07  | 22ª       | Non qualificata | Non qualificata | Non qualificata | Non qualificata |
| Peng Xuwei                                                                       | 100 m dorso          | 59"78    | 9ª Q      | 59"98           | 12ª             | Non qualificata | Non qualificata |
| Liu Yaxin                                                                        | 200 m dorso          | 2'08"36  | 5ª Q      | 2'08"65         | 6ª Q            | 2'08"48         | 8ª              |
| Peng Xuwei                                                                       | 200 m dorso          | 2'09"03  | 7ª Q      | 2'08"76         | 8ª Q            | 2'08"26         | 7ª              |
| Tang Qianting                                                                    | 100 m rana           | 1'06"47  | 10ª Q     | 1'06"53         | 10ª             | Non qualificata | Non qualificata |
| Yu Jingyao                                                                       | 200 m rana           | 2'23"17  | 8ª Q      | 2'24"76         | 12ª Q           | Non qualificata | Non qualificata |
| Zhang Yufei                                                                      | 100 m farfalla       | 55"82    | =1ª Q     | 55"89           | 1ª Q            | 55"64           |                 |
| Yu Liyan                                                                         | 200 m farfalla       | 2'08"36  | 3ª Q      | 2'07"04         | 5ª Q            | 2'07"85         | 6ª              |
| Zhang Yufei                                                                      | 200 m farfalla       | 2'07"50  | 1ª Q      | 2'04"89         | 1ª Q            | 2'03"86         |                 |
| Yu Yiting                                                                        | 200 m misti          | 2'10"22  | 8ª Q      | 2'09"72         | 4ª Q            | 2'09"57         | 5ª              |
| Yu Yiting                                                                        | 400 m misti          | 4'41"64  | 11ª       | N.D.            | N.D.            | Non qualificata | Non qualificata |
| Ai Yanhan Cheng Yujie Wu Qingfeng Zhu Menghui                                    | 4×100 m stile libero | 3'35"07  | 6ª Q      | N.D.            | N.D.            | 3'34"76         | 7ª              |
| Dong Jie Li Bingjie Tang Muhan Yang Junxuan Zhang Yifan Zhang Yufei              | 4×200 m stile libero | 7'48"98  | 3ª Q      | N.D.            | N.D.            | 7'40"33         |                 |
| Chen Jie Peng Xuwei Tang Qianting Wu Qingfeng Yang Junxuan Yu Yiting Zhang Yufei | 4×100 m misti        | 3'57"70  | 8ª Q      | N.D.            | N.D.            | 3'54"13         | 4ª              |
| Xin Xin                                                                          | Maratona 10 km       | N.D.     | N.D.      | N.D.            | N.D.            | 2h00'10"1       | 8ª              |

Misti
| Atleta                                      | Evento              | Batterie | Batterie  | Finale  | Finale    |
| Atleta                                      | Evento              | Tempo    | Posizione | Tempo   | Posizione |
| ------------------------------------------- | ------------------- | -------- | --------- | ------- | --------- |
| Xu Jiayu Yan Zibei Yang Junxuan Zhang Yufei | 4×100 m misti mista | 3'42"29  | 3ª Q      | 3'38"86 |           |

### Nuoto artistico
| Atleta                                                                                      | Evento  | Programma tecnico | Programma tecnico | Programma libero (preliminari) | Programma libero (preliminari) | Programma libero (preliminari) | Programma libero (finale) | Programma libero (finale) | Programma libero (finale) |
| Atleta                                                                                      | Evento  | Punti             | Classifica        | Punti                          | Punti totali                   | Classifica                     | Punti                     | Punti totali              | Classifica                |
| ------------------------------------------------------------------------------------------- | ------- | ----------------- | ----------------- | ------------------------------ | ------------------------------ | ------------------------------ | ------------------------- | ------------------------- | ------------------------- |
| Huang Xuechen Sun Wenyan                                                                    | Duo     | 95,5499           | 2ª                | 96,2333                        | 191,7832                       | 2ª Q                           | 96,9000                   | 192,4499                  |                           |
| Feng Yu Guo Li Huang Xuechen Liang Xinping Wang Qianyi Sun Wenyan Xiao Yanning Yin Chengxin | Squadre | 96,2310           | 2ª                | N.D.                           | N.D.                           | N.D.                           | 97,3000                   | 193,5310                  |                           |

### Pallanuoto
| Squadra             | Torneo    | Girone               | Girone               | Girone               | Girone               | Girone               | Girone | Quarti               | Semifinali                                | Finale                        | Pos. |
| Squadra             | Torneo    | Avversario Punteggio | Avversario Punteggio | Avversario Punteggio | Avversario Punteggio | Avversario Punteggio | Pos.   | Avversario Punteggio | Avversario Punteggio                      | Avversario Punteggio          | Pos. |
| ------------------- | --------- | -------------------- | -------------------- | -------------------- | -------------------- | -------------------- | ------ | -------------------- | ----------------------------------------- | ----------------------------- | ---- |
| Nazionale femminile | Femminile | ROC P 17-18          | Stati Uniti P 7-12   | Giappone V 16-11     | Ungheria V 11-9      | N.D.                 | 4ª Q   | Spagna P 7-11        | Semifinale 5º/8º posto Paesi Bassi P 6-13 | Finale 7º posto Canada P 7-16 | 8ª   |

### Pallavolo
| Squadra                            | Torneo    | Girone               | Girone               | Girone               | Girone               | Girone               | Girone | Quarti               | Semifinali           | Finale               | Pos. |
| Squadra                            | Torneo    | Avversario Punteggio | Avversario Punteggio | Avversario Punteggio | Avversario Punteggio | Avversario Punteggio | Pos.   | Avversario Punteggio | Avversario Punteggio | Avversario Punteggio | Pos. |
| ---------------------------------- | --------- | -------------------- | -------------------- | -------------------- | -------------------- | -------------------- | ------ | -------------------- | -------------------- | -------------------- | ---- |
| Nazionale femminile (Convocazioni) | Femminile | Turchia P 0-3        | Stati Uniti P 0-3    | ROC P 2–3            | Italia V 3–0         | Argentina V 3–0      | 5ª     | Non qualificata      | Non qualificata      | Non qualificata      | 9ª   |

### Pentathlon moderno
| Atleta        | Evento         | Scherma   | Scherma | Scherma | Nuoto   | Nuoto | Nuoto | Equitazione | Equitazione | Equitazione | Combinato (corsa e pistola) | Combinato (corsa e pistola) | Combinato (corsa e pistola) | Totale | Posizione finale |
| Atleta        | Evento         | Risultati | Pos.    | Punti   | Tempo   | Pos.  | Punti | Penalità    | Pos.        | Punti       | Tempo                       | Pos.                        | Punti                       | Totale | Posizione finale |
| ------------- | -------------- | --------- | ------- | ------- | ------- | ----- | ----- | ----------- | ----------- | ----------- | --------------------------- | --------------------------- | --------------------------- | ------ | ---------------- |
| Li Shuhan     | Gara maschile  | 16+0      | 26º     | 196     | 2'09"27 | 34º   | 292   | 82,14       | 17º         | 284         | 11'08"89                    | 13º                         | 632                         | 1404   | 22º              |
| Luo Shuai     | Gara maschile  | 18+0      | 18º     | 208     | 2'04"08 | 21º   | 302   | 82,65       | 30º         | 249         | 10'54"13                    | 4º                          | 646                         | 1405   | 21º              |
| Zhang Mingyu  | Gara femminile | 16+3      | 20ª     | 199     | 2'15"23 | 18ª   | 280   | 75,69       | 19ª         | 286         | 13'17"67                    | 31ª                         | 503                         | 1268   | 25ª              |
| Zhang Xiaonan | Gara femminile | 19+0      | 19ª     | 204     | 2'21"44 | 31ª   | 268   | 76,22       | 11ª         | 293         | 13'10"16                    | 29ª                         | 510                         | 1275   | 22ª              |

### Rugby a 7
| Squadra             | Torneo    | Girone               | Girone               | Girone               | Girone | Quarti               | Semifinale                                 | Finale                      | Pos. |
| Squadra             | Torneo    | Avversario Punteggio | Avversario Punteggio | Avversario Punteggio | Pos.   | Avversario Punteggio | Avversario Punteggio                       | Avversario Punteggio        | Pos. |
| ------------------- | --------- | -------------------- | -------------------- | -------------------- | ------ | -------------------- | ------------------------------------------ | --------------------------- | ---- |
| Nazionale femminile | Femminile | Stati Uniti P 14-28  | Australia P 10-26    | Giappone V 29-0      | 3ª Q   | Francia P 10-24      | Semifinale 5º/8º posto Stati Uniti P 14-33 | Finale 7º posto ROC V 22-10 | 7ª   |

### Scherma
Uomini
| Atleta                                       | Evento               | 64-esimi              | 32-esimi             | 16-esimi             | Quarti               | Semifinali           | Finale / FB                           | Pos.            |
| Atleta                                       | Evento               | Avversario Punteggio  | Avversario Punteggio | Avversario Punteggio | Avversario Punteggio | Avversario Punteggio | Avversario Punteggio                  | Pos.            |
| -------------------------------------------- | -------------------- | --------------------- | -------------------- | -------------------- | -------------------- | -------------------- | ------------------------------------- | --------------- |
| Dong Chao                                    | Spada individuale    | Blais Bélanger V 15-7 | Siklósi P 9-15       | Non qualificato      | Non qualificato      | Non qualificato      | Non qualificato                       | Non qualificato |
| Lan Minghao                                  | Spada individuale    | Bye                   | Nikishyn V 13-12     | El-Sayed P 9–15      | Non qualificato      | Non qualificato      | Non qualificato                       | Non qualificato |
| Wang Zijie                                   | Spada individuale    | Bye                   | El Kord P 14–15      | Non qualificato      | Non qualificato      | Non qualificato      | Non qualificato                       | Non qualificato |
| Dong Chao Lan Minghao Wang Zijie Shi Gaofeng | Spada a squadre      | N.D.                  | N.D.                 | N.D.                 | Ucraina V 45-35      | ROC P 38-45          | Finale 3º posto Corea del Sud P 42-45 | 4ª              |
| Huang Mengkai                                | Fioretto individuale | Cervantes P 14–15     | Non qualificato      | Non qualificato      | Non qualificato      | Non qualificato      | Non qualificato                       | Non qualificato |
| Xu Yingming                                  | Sciabola individuale | Bye                   | Samele P 12–15       | Non qualificato      | Non qualificato      | Non qualificato      | Non qualificato                       | Non qualificato |

Donne
| Atleta                                     | Evento               | 32-esimi                | 16-esimi             | Ottavi               | Quarti               | Semifinali                                 | Finale / FB                      | Pos.            |                 |
| Atleta                                     | Evento               | Avversario Punteggio    | Avversario Punteggio | Avversario Punteggio | Avversario Punteggio | Avversario Punteggio                       | Avversario Punteggio             | Pos.            |                 |
| ------------------------------------------ | -------------------- | ----------------------- | -------------------- | -------------------- | -------------------- | ------------------------------------------ | -------------------------------- | --------------- | --------------- |
| Lin Sheng                                  | Spada individuale    | Bye                     | Diongue V 15-6       | Isola P 9-15         | Non qualificata      | Non qualificata                            | Non qualificata                  | Non qualificata | Non qualificata |
| Sun Yiwen                                  | Spada individuale    | Bye                     | Khakimova V 15-10    | Zhu My V 15-8        | Isola V 15-11        | Murtazaeva V 12-8                          | Popescu V 11-10                  |                 |                 |
| Zhu Mingye                                 | Spada individuale    | Bye                     | Hurley V 15–8        | Sun Yw P 8-15        | Non qualificata      | Non qualificata                            | Non qualificata                  | Non qualificata |                 |
| Lin Sheng Sun Yiwen Zhu Mingye Xu Anqi     | Spada a squadre      | N.D.                    | N.D.                 | N.D.                 | Hong Kong V 44-32    | Corea del Sud P 29-38                      | Finale 3º posto Italia P 21-23   | 4ª              |                 |
| Chen Qingyuan                              | Fioretto individuale | Bye                     | Hany V 15-6          | Jeon H-s P 11-14     | Non qualificata      | Non qualificata                            | Non qualificata                  | Non qualificata |                 |
| Qian Jiarui                                | Sciabola individuale | Bye                     | Tamura V 15-8        | Pusztai V 15-10      | Pozdnjakova P 12-15  | Non qualificata                            | Non qualificata                  | Non qualificata |                 |
| Shao Yaqi                                  | Sciabola individuale | Bye                     | Dayibekova P 10–15   | Non qualificata      | Non qualificata      | Non qualificata                            | Non qualificata                  | Non qualificata |                 |
| Yang Hengyu                                | Sciabola individuale | Mohamed Belkebir V 15–1 | Charlan V 15–12      | Pozdnjakova P 8–15   | Non qualificata      | Non qualificata                            | Non qualificata                  | Non qualificata |                 |
| Qian Jiarui Shao Yaqi Yang Hengyu Guo Yiqi | Sciabola a squadre   | N.D.                    | N.D.                 | N.D.                 | Italia P 41–45       | Semifinale 5º/8º posto Stati Uniti P 35-45 | Finale 7º posto Ungheria V 45-30 | 7ª              |                 |

### Skateboard
| Atleta      | Evento           | Qualificazione | Qualificazione | Finale          | Finale          |
| Atleta      | Evento           | Punteggio      | Pos.           | Punteggio       | Pos.            |
| ----------- | ---------------- | -------------- | -------------- | --------------- | --------------- |
| Zhang Xin   | Park femminile   | 28,16          | 15ª            | Non qualificata | Non qualificata |
| Zeng Wenhui | Street femminile | 12,31          | 6ª Q           | 9,66            | 6ª              |

### Sollevamento pesi
| Atleta      | Evento           | Strappo   | Strappo    | Slancio   | Slancio    | Totale | Classifica |
| Atleta      | Evento           | Risultato | Classifica | Risultato | Classifica | Totale | Classifica |
| ----------- | ---------------- | --------- | ---------- | --------- | ---------- | ------ | ---------- |
| Li Fabin    | 61 kg maschile   | 141       | 1º         | 172       | 1º         | 313    |            |
| Chen Lijun  | 67 kg maschile   | 145       | 4º         | 187       | 1º         | 332    |            |
| Shi Zhiyong | 73 kg maschile   | 166       | 1º         | 198       | 1º         | 364    |            |
| Lü Xiaojun  | 81 kg maschile   | 170       | 1º         | 204       | 1º         | 374    |            |
| Hou Zhihui  | 49 kg femminile  | 94        | 1ª         | 116       | 1ª         | 210    |            |
| Liao Qiuyun | 55 kg femminile  | 97        | 2ª         | 126       | 2ª         | 223    |            |
| Wang Zhouyu | 87 kg femminile  | 120       | 1ª         | 150       | 1ª         | 270    |            |
| Li Wenwen   | +87 kg femminile | 140       | 1ª         | 180       | 1ª         | 320    |            |

### Taekwondo
| Atleta       | Evento           | Qualificazioni       | Ottavi                | Quarti                     | Semifinali           | Ripescaggio          | Finale / FB          | Pos.            |
| Atleta       | Evento           | Avversario Punteggio | Avversario Punteggio  | Avversario Punteggio       | Avversario Punteggio | Avversario Punteggio | Avversario Punteggio | Pos.            |
| ------------ | ---------------- | -------------------- | --------------------- | -------------------------- | -------------------- | -------------------- | -------------------- | --------------- |
| Zhao Shuai   | 68 kg maschile   | Bye                  | Sediqi V 22-20        | Pié V 13-8                 | Sinden P 25-33       | Bye                  | Lee D-h V 17-15      |                 |
| Sun Hongyi   | +80 kg maschile  | N.D.                 | Cho V 7-4             | Šapina V 8-6               | Larin P 3-30 PTG     | Bye                  | Alba V 17-15         | 5º              |
| Wu Jingyu    | 49 kg femminile  | Bye                  | Pouryounes V 24-3 PTG | Cerezo Iglesias P 2-33 PTG | Non qualificata      | Bogdanović P 9-12    | Non qualificata      | 7ª              |
| Zhou Lijun   | 57 kg femminile  | Bye                  | Adamkiewicz V 31-17   | Alizadeh P 8-9             | Non qualificata      | Non qualificata      | Non qualificata      | Non qualificata |
| Zhang Mengyu | 67 kg femminile  | N.D.                 | Tursunkulova V 12-9   | Gbagbi P 9-21              | Non qualificata      | Non qualificata      | Non qualificata      | Non qualificata |
| Zheng Shuyin | +67 kg femminile | N.D.                 | Ávila V 20-1          | Laurin P 6-14              | Non qualificata      | Non qualificata      | Non qualificata      | Non qualificata |

### Tennis
| Atleta                     | Evento              | 64-esimi                 | 32-esimi                                | 16-esimi                     | Quarti               | Semifinali           | Finale               | Pos.            |
| Atleta                     | Evento              | Avversario Punteggio     | Avversario Punteggio                    | Avversario Punteggio         | Avversario Punteggio | Avversario Punteggio | Avversario Punteggio | Pos.            |
| -------------------------- | ------------------- | ------------------------ | --------------------------------------- | ---------------------------- | -------------------- | -------------------- | -------------------- | --------------- |
| Wang Qiang                 | Singolare femminile | Cepede Royg V (6–3, 6-4) | Muguruza V (3–6, 0–6)                   | Non qualificata              | Non qualificata      | Non qualificata      | Non qualificata      | Non qualificata |
| Zheng Saisai               | Singolare femminile | Ōsaka P (1–6, 4–6)       | Non qualificata                         | Non qualificata              | Non qualificata      | Non qualificata      | Non qualificata      | Non qualificata |
| Duan Yingying Zheng Saisai | Doppio femminile    | N.D.                     | Plíšková / Vondroušová P (2–6, 1–6)     | Non qualificate              | Non qualificate      | Non qualificate      | Non qualificate      | Non qualificate |
| Jamie Murray Neal Skupski  | Doppio femminile    | N.D.                     | Krunić / Stojanović V (4–6, 6–4, 18–16) | Barty / Sanders P (4–6, 4–6) | Non qualificate      | Non qualificate      | Non qualificate      | Non qualificate |

### Tennistavolo
| Atleta                           | Evento            | Preliminari          | Round 1              | Round 2              | Round 3              | Ottavi               | Quarti                | Semifinali            | Finale               | Pos. |
| Atleta                           | Evento            | Avversario Punteggio | Avversario Punteggio | Avversario Punteggio | Avversario Punteggio | Avversario Punteggio | Avversario Punteggio  | Avversario Punteggio  | Avversario Punteggio | Pos. |
| -------------------------------- | ----------------- | -------------------- | -------------------- | -------------------- | -------------------- | -------------------- | --------------------- | --------------------- | -------------------- | ---- |
| Fan Zhendong                     | Singolo maschile  | Bye                  | Bye                  | Bye                  | Lebesson V 4-0       | Freitas V 4-1        | Jeoung Y-s V 4-0      | Lin Y-j V 4-3         | Ma L P 2-4           |      |
| Ma Long                          | Singolo maschile  | Bye                  | Bye                  | Bye                  | Achanta V 4-1        | Gauzy V 4-1          | Assar V 4-1           | Ovtcharov V 4-3       | Fan Zd V 4-2         |      |
| Chen Meng                        | Singolo femminile | Bye                  | Bye                  | Bye                  | Moret V 4–0          | Zhang M V 4–1        | Doo H K V 4–2         | Yu My V 4–0           | Sun Ys V 4-2         |      |
| Sun Yingsha                      | Singolo femminile | Bye                  | Bye                  | Bye                  | Yang Xx V 4–0        | Chen S-y V 4–0       | Han Y V 4–0           | Ito V 4–0             | Chen M P 2-4         |      |
| Fan Zhendong Ma Long Xu Xin      | Squadre maschile  | N.D.                 | N.D.                 | N.D.                 | N.D.                 | Egitto V 3-0         | Francia V 3-0         | Corea del Sud V 3-0   | Germania V 3-0       |      |
| Chen Meng Sun Yingsha Wang Manyu | Squadre femminile | N.D.                 | N.D.                 | N.D.                 | N.D.                 | Austria V 3-0        | Singapore V 3-0       | Germania V 3-0        | Giappone V 3-0       |      |
| Xu Xin Liu Shiwen                | Doppio misto      | N.D.                 | N.D.                 | N.D.                 | N.D.                 | Wang / Zhang V 4-1   | Ionescu / Szőcs V 4-0 | Lebesson / Yuan V 4-0 | Mizutani / Ito P 3-4 |      |

### Tiro a segno/volo
Uomini
| Atleta          | Evento                       | Qualificazione | Qualificazione | Finale          | Finale          |
| Atleta          | Evento                       | Punteggio      | Classifica     | Punteggio       | Classifica      |
| --------------- | ---------------------------- | -------------- | -------------- | --------------- | --------------- |
| Sheng Lihao     | Carabina 10 m aria compressa | 629,2          | 8º Q           | 250,9           |                 |
| Yang Haoran     | Carabina 10 m aria compressa | 632,7          | 1º Q           | 229,4           |                 |
| Zhang Changhong | Carabina 50 m 3 posizioni    | 1183           | 2º Q           | 466,0           |                 |
| Zhao Zhonghao   | Carabina 50 m 3 posizioni    | 1173           | 11º            | Non qualificato | Non qualificato |
| Pang Wei        | Pistola 10 m aria compressa  | 578            | 7º Q           | 217,6           |                 |
| Zhang Bowen     | Pistola 10 m aria compressa  | 586            | 2º Q           | 158,2           | 6º              |
| Li Yuehong      | Pistola 25 m automatica      | 582            | 6º Q           | 26              |                 |
| Lin Junmin      | Pistola 25 m automatica      | 584            | 4º Q           | 12              | 6º              |
| Yu Haicheng     | Trap                         | 123            | 5º Q           | 24              | 5º              |

Donne
| Atleta          | Evento                       | Qualificazione | Qualificazione | Finale          | Finale          |
| Atleta          | Evento                       | Punteggio      | Classifica     | Punteggio       | Classifica      |
| --------------- | ---------------------------- | -------------- | -------------- | --------------- | --------------- |
| Wang Luyao      | Carabina 10 m aria compressa | 625,6          | 18ª            | Non qualificata | Non qualificata |
| Yang Qian       | Carabina 10 m aria compressa | 628,7          | 6ª Q           | 251,8           |                 |
| Chen Dongqi     | Carabina 50 m 3 posizioni    | 1165           | 19ª            | Non qualificata | Non qualificata |
| Shi Mengyao     | Carabina 50 m 3 posizioni    | 1171           | 9ª             | Non qualificata | Non qualificata |
| Jiang Ranxin    | Pistola 10 m aria compressa  | 587            | 1ª Q           | 218,0           |                 |
| Lin Yuemei      | Pistola 10 m aria compressa  | 579            | 4ª Q           | 176,6           | 5ª              |
| Xiao Jiaruixuan | Pistola 25 metri             | 587            | 2ª Q           | 29              |                 |
| Xiong Yaxuan    | Pistola 25 metri             | 580            | 16ª            | Non qualificata | Non qualificata |
| Deng Weiyun     | Trap                         | 115            | 18ª            | Non qualificata | Non qualificata |
| Wang Xiaojing   | Trap                         | 117            | 11ª            | Non qualificata | Non qualificata |
| Wei Meng        | Skeet                        | 124            | 1ª Q           | 46              |                 |
| Zhang Donglian  | Skeet                        | 116            | 17ª            | Non qualificata | Non qualificata |

Misto
| Sheng Lihao Zhang Yu      | Carabina 10 m aria compressa a squadre | 626,7 | 11ª  | Non qualificata | Non qualificata | Non qualificata                  | Non qualificata |                 |                 |
| Yang Haoran Yang Qian     | Carabina 10 m aria compressa a squadre | 633,2 | 1ª Q | 419,7           | 1ª Q            | Kozeniesky / Tucker V 17-13      |                 |                 |                 |
| He Zhengyang Wang Qian    | Pistola 10 m aria compressa a squadre  | 576   | 7ª Q | 380             | 6ª              | Non qualificata                  | Non qualificata | Non qualificata | Non qualificata |
| Pang Wei Jiang Ranxin     | Pistola 10 m aria compressa a squadre  | 581   | 3ª Q | 387             | 1ª Q            | Chernousov / Bacaraškina V 16-14 |                 |                 |                 |
| Yu Haicheng Wang Xiaojing | Trap a squadre                         | 144   | 9ª   | N.D.            | N.D.            | Non qualificata                  | Non qualificata |                 |                 |

### Tiro con l'arco
| Atleta                               | Evento                | Classificazione | Classificazione | 64-esimi             | 32-esimi             | 16-esimi             | Quarti               | Semifinali           | Finale / FB          | Pos.            |
| Atleta                               | Evento                | Punteggio       | Pos.            | Avversario Punteggio | Avversario Punteggio | Avversario Punteggio | Avversario Punteggio | Avversario Punteggio | Avversario Punteggio | Pos.            |
| ------------------------------------ | --------------------- | --------------- | --------------- | -------------------- | -------------------- | -------------------- | -------------------- | -------------------- | -------------------- | --------------- |
| Li Jialun                            | Individuale maschile  | 669             | 11º             | Baatarkhuyag V 6–4   | De Smedt V 6–5       | Abdullin V 6–5       | Furukawa P 0-6       | Non qualificato      | Non qualificato      | Non qualificato |
| Wang Dapeng                          | Individuale maschile  | 668             | 13º             | Mussayev V 6-4       | Mohamad P 5-6        | Non qualificato      | Non qualificato      | Non qualificato      | Non qualificato      | Non qualificato |
| Wei Shaoxuan                         | Individuale maschile  | 674             | 7º              | Pineda V 6-0         | Worth P 4-6          | Non qualificato      | Non qualificato      | Non qualificato      | Non qualificato      | Non qualificato |
| Long Xiaoqing                        | Individuale femminile | 646             | 28ª             | Amăistroaie V 6–2    | Brown P 0-6          | Non qualificata      | Non qualificata      | Non qualificata      | Non qualificata      | Non qualificata |
| Wu Jiaxin                            | Individuale femminile | 652             | 18ª             | Folkard V 6-2        | Bettles V 6-2        | Nakamura V 7-1       | Boari P 2-6          | Non qualificata      | Non qualificata      | Non qualificata |
| Yang Xiaolei                         | Individuale femminile | 654             | 14ª             | Mîrca V 6–0          | Anagöz P 2–6         | Non qualificata      | Non qualificata      | Non qualificata      | Non qualificata      | Non qualificata |
| Li Jialun Wang Dapeng Wei Shaoxuan   | Squadra maschile      | 2011            | 3ª              | N.D.                 | N.D.                 | Bye                  | Taipei cinese P 1-5  | Non qualificata      | Non qualificata      | Non qualificata |
| Long Xiaoqing Wu Jiaxin Yang Xiaolei | Squadra femminile     | 1952            | 5ª              | N.D.                 | N.D.                 | Bielorussia P 3-5    | Non qualificata      | Non qualificata      | Non qualificata      | Non qualificata |
| Wei Shaoxuan Yang Xiaolei            | Squadra mista         | 1328            | 5ª              | N.D.                 | N.D.                 | Gran Bretagna P 3–5  | Non qualificata      | Non qualificata      | Non qualificata      | Non qualificata |

### Triathlon
| Atleta         | Evento                | Nuoto  | T1    | Ciclismo | T2  | Corsa | Totale | Classifica |
| -------------- | --------------------- | ------ | ----- | -------- | --- | ----- | ------ | ---------- |
| Zhong Mengying | Individuale femminile | 19'53" | 0'45" | LAP      | LAP | LAP   | LAP    | LAP        |

### Tuffi
Uomini
| Atleta                 | Evento                  | Preliminari | Preliminari | Semifinale | Semifinale | Finale | Finale     |
| Atleta                 | Evento                  | Punti       | Classifica  | Punti      | Classifica | Punti  | Classifica |
| ---------------------- | ----------------------- | ----------- | ----------- | ---------- | ---------- | ------ | ---------- |
| Xie Siyi               | Trampolino 3 m          | 520,90      | 2º Q        | 543,45     | 1º Q       | 558,75 |            |
| Wang Zongyuan          | Trampolino 3 m          | 531,30      | 1º Q        | 540,50     | 1º Q       | 534,90 |            |
| Cao Yuan               | Piattaforma 10 m        | 529,30      | 2º Q        | 513,70     | 1º Q       | 582,35 |            |
| Yang Jian              | Piattaforma 10 m        | 546,90      | 1º Q        | 480,85     | 2º Q       | 580,40 |            |
| Wang Zongyuan Xie Siyi | Trampolino 3 m sincro   | N.D.        | N.D.        | N.D.       | N.D.       | 467,82 |            |
| Cao Yuan Chen Aisen    | Piattaforma 10 m sincro | N.D.        | N.D.        | N.D.       | N.D.       | 470,58 |            |

Donne
| Atleta                | Evento                  | Preliminari | Preliminari | Semifinale | Semifinale | Finale | Finale     |
| Atleta                | Evento                  | Punti       | Classifica  | Punti      | Classifica | Punti  | Classifica |
| --------------------- | ----------------------- | ----------- | ----------- | ---------- | ---------- | ------ | ---------- |
| Shi Tingmao           | Trampolino 3 m          | 350,45      | 1ª Q        | 371,45     | 2ª Q       | 383,50 |            |
| Wang Han              | Trampolino 3 m          | 347,25      | 2ª Q        | 346,85     | 1ª Q       | 348,75 |            |
| Chen Yuxi             | Piattaforma 10 m        | 390,70      | 1ª Q        | 407,75     | 2ª Q       | 425,40 |            |
| Quan Hongchan         | Piattaforma 10 m        | 364,45      | 2ª Q        | 415,65     | 1ª Q       | 466,20 |            |
| Shi Tingmao Wang Han  | Trampolino 3 m sincro   | N.D.        | N.D.        | N.D.       | N.D.       | 326,40 |            |
| Chen Yuxi Zhang Jiaqi | Piattaforma 10 m sincro | N.D.        | N.D.        | N.D.       | N.D.       | 363,78 |            |

### Vela
| Atleta                  | Evento           | Regata | Regata | Regata | Regata | Regata | Regata | Regata | Regata | Regata | Regata | Regata | Regata | Regata | Punteggio Totale | Punteggio Netto | Classifica |
| Atleta                  | Evento           | 1      | 2      | 3      | 4      | 5      | 6      | 7      | 8      | 9      | 10     | 11     | 12     | M      | Punteggio Totale | Punteggio Netto | Classifica |
| ----------------------- | ---------------- | ------ | ------ | ------ | ------ | ------ | ------ | ------ | ------ | ------ | ------ | ------ | ------ | ------ | ---------------- | --------------- | ---------- |
| Bi Kun                  | RS:X maschile    | 7      | 9      | 16     | 4      | 13     | 26     | 1      | 3      | 2      | 4      | 2      | 6      | 8      | 101              | 75              |            |
| Lu Yunxiu               | RS:X femminile   | 2      | 9      | 25     | 2      | 2      | 1      | 4      | 2      | 1      | 2      | 3      | 2      | 6      | 61               | 36              |            |
| Zhang Dongshuang        | Laser femminile  | 31     | 33     | 30     | 7      | 27     | 20     | 45     | 28     | 6      | 6      | N.D.   | N.D.   | EL     | 233              | 188             | 24ª        |
| He Chen                 | Finn maschile    | 16     | 14     | 14     | 17     | 16     | 15     | 9      | 14     | 15     | 11     | N.D.   | N.D.   | EL     | 141              | 124             | 15º        |
| Wang Yang Xu Zangjun    | 470 maschile     | 15     | 11     | 13     | 8      | 11     | 14     | 4      | 15     | 14     | 5      | N.D.   | N.D.   | EL     | 110              | 95              | 13ª        |
| Wei Mengxi Gao Haiyan   | 470 femminile    | 9      | 15     | 16     | 14     | DSQ    | 18     | 11     | 15     | 14     | 17     | N.D.   | N.D.   | EL     | 151              | 129             | 18ª        |
| Chen Shasha Ye Jin      | 49erFX femminile | 20     | 19     | 17     | DNF    | DNS    | 14     | DSQ    | DSQ    | DSQ    | 2      | 10     | 1      | EL     | 193              | 171             | 19ª        |
| Hu Xiaoxiao Yang Xuezhe | Nacra 17 misto   | 13     | 19     | 14     | 15     | 16     | 15     | 16     | 20     | 16     | 14     | 14     | 15     | EL     | 187              | 167             | 16ª        |